# ブレイク ブレイド
『ブレイク ブレイド』は、吉永裕ノ介による日本の漫画、およびそれを原作にしたアニメ・小説などのメディアミックス作品。無料ウェブコミック誌『COMIC メテオ』（フレックスコミックス）にて連載されていた。全20巻。略称は「ブレブレ」など。累計部数は、2022年9月の時点で370万部を突破し、18年間の連載を終え、2022年11月22日に完結した。
2010年から2011年にかけて全6部作の劇場アニメとしてアニメ化され、後に2014年4月から6月まで劇場アニメを再構成して新作シーンを追加したテレビアニメ版が放送された。

## 概要

### 作品概要
異世界を舞台に繰り広げられる国家間の戦争を、壮大な人間ドラマを軸に描いた巨大ロボット漫画作品。ただしビーム攻撃や空中飛行といった巨大ロボットを主題とした多くの作品に存在する要素は本作には見られず、戦闘は白兵戦主体で飛び道具はほぼプレスガンのみ、ロボットに燃料や火薬が使われていないため全損しても爆発しない、主人公搭乗機体が展開に応じて外装を交換する、などの他作品にはあまり見られない要素が盛り込まれている。また前述の通り戦争を描いているため登場人物が多く、戦死者も多数に上る。戦場でのPTSDや戦争犯罪、民族差別や障害者差別といった重い要素も扱う、非常にシリアスな作品になっている。
本作は作者にとって初のロボット漫画であり、この作品からペンネームをそれまで使っていた吉永裕介から吉永裕ノ介へと変更した。2009年7月8日（第31話更新日）にアニメ化が発表され、2010年5月29日より全6部作の劇場版アニメが順次公開。更にこの公開を記念してウェブサイト『GA Graphic』（ソフトバンククリエイティブ）では外伝オンライン小説『ブレイク ブレイド -蒼月ノ絆-』が連載された。また2013年には8月6日発売の文芸誌『ダ・ヴィンチ』（メディアファクトリー）にて2度目のアニメ化が企画中であることが発表され、2014年2月2日に劇場版アニメを再構成して新作シーンを加えたテレビアニメの放送と新作OVAの制作が発表された。テレビアニメは2014年4月から6月まで放映された。
物語が解決しないまま唐突に終了しており、その傾向を作者の同人誌「BREAK BLADE BOUND」にて語っている。その理由は自身の体調や売り上げ低下もあるが特に修復が効かない主役機のデルフィングを壊しすぎた事でアクションシーンが狭まった事が原因であると述べている。

### 掲載誌の移籍等
当初は『月刊少年ブラッド』（発行：モビーダ・エンターテインメント / 発売：ソフトバンククリエイティブ）2006年10月号から連載を開始したが、同誌が2006年11月号を以って休刊したため、第2話で一旦連載がストップすることとなる。その後は他の連載作品と共にYahoo!コミック内にオープンした無料ウェブコミック誌『FlexComixブラッド』（フレックスコミックス）へ移籍し、2007年1月17日より連載を再開した。連載再開後も雑誌掲載時と同様に基本的に月1回のペースで連載されていたが、2011年9月28日に配信された第54話より不定期更新となり第55話は翌年2月8日に配信。この更新から約半年間配信がストップしていたが、2012年7月25日に当時ガイアホールディングス（現・アプリックス）グループであったゲーム関連会社・ジー・モードが運営していた無料ウェブコミック誌『COMIC メテオ』へと先行配信という形で移籍し連載を再開、現在も連載中である。なおこの移籍後に発売される第11巻以降の単行本は従来通りほるぷ出版より発行されている。
また2012年10月17日にニコニコ静画で配信を開始した『ニコニコ メテオ』の創刊準備号より第1話からの無料再録連載が為されている他、以前の掲載元であるフレックスコミックスのウェブサイト『FlexComix Web』でも2009年10月26日より無料で再配信されていた（現在は終了）。

### タイトルについて
本作のタイトルは当初「ブレイク ブレイド」と中心に半角スペースが入るものが使用されており、劇場版アニメなどのメディアミックス作品のタイトルもそれを踏襲していた。しかし2013年4月頃から漫画配信ページのタイトル表記が「ブレイクブレイド」と半角スペースを入れないものに変更され、単行本奥付においても2013年6月発売の第12巻よりこの表記に変更された。従って2014年以降に展開されるテレビアニメなどのメディアミックス作品のタイトル表記も半角スペースがない「ブレイクブレイド」に変更されている（ただしテレビアニメ版の製作委員会表記は劇場版で使用した表記を再利用しているためスペースが入ったまま変わっていない）。
なお当初（旧版単行本第1巻のタイトルロゴ等）は片仮名の下や横に『BREAK BLADE』と表記されていたが、第2巻以降は消滅している。またアニメ版タイトルには「壊れた刃」という意味の『BROKEN BLADE』が併記されているが、アニメ版公式サイトのURLは『breakblade』である。

## 物語

### 1巻～10巻
地中から化石燃料が採れないクルゾン大陸。ここに住む人間はすべて、個人差はあるものの生まれつき石英に命令を与える能力である「魔力」を持っていた。人々は石英を利用して照明や熱源、機械の動力として活用。そして人型兵器魔動巨兵（ゴゥレム）を造り出した。
そんな世界で魔力を持たない希有な存在であるライガットは、ある日、士官学校時代の親友で現クリシュナ国王のホズルに召喚される。同じく士官学校時代の親友で現クリシュナ王妃のシギュンから知らされたのは、軍事大国・アテネス連邦の領土侵犯と、その前線部隊の隊長が3人共通の士官学校時代の親友で、アテネス軍総司令官の弟・ゼスであるという驚愕の事実だった。さらにアテネスは降伏条件としてホズルやシギュンら王族の処刑を要求していた。
動揺するライガットを、ホズルは石英採掘場に案内する。そこにあったのは、古代人が作ったロボット古代（アンダー）ゴゥレムだった。動力用石英が搭載されておらず、誰1人動かせなかった古代ゴゥレムだが、敵の襲撃に巻き込まれたライガットが偶然にも起動に成功。操縦することになる。成り行きで古代ゴゥレムの操縦者となったライガットは、ゼスとの話し合いに臨むが、降伏条件を知らされていなかったゼスとの交渉は決裂。ライガットは逃走中に敵機と遭遇戦になり、辛くも窮地を脱するが、自分の甘さが原因で味方兵と敵兵、2人の人間を死なせることになってしまう。
過酷な現実を目の当たりにしたライガットは一度は田舎に帰ろうとするが、ホズルが降伏条件を飲もうとしていることを聞き、軍に入隊。「デルフィング」と名付けられた古代ゴゥレムの専属操縦者となったライガットは、初出撃で敵兵のクレオを捕虜にしたものの、ゼスには逃げられてしまう。その後ライガットは新たに編成された第一独立戦隊の一員となるが、そこには危険人物として監禁されていたジルグも加わる。
その頃、クリシュナの国境ではアテネスの本隊との戦いが激化。さらに、戦争の天才として恐れられる敵将ボルキュスが動き出した。クリシュナの名将トゥルが戦死し、バルド将軍の隊もボルキュスの部隊に追い詰められてしまう。しかし、強化されたデルフィングを駆るライガットの活躍によってバルド隊は窮地を脱し、さらに撤退を始めたボルキュス隊をジルグが単機で迎え撃つ戦果を上げる。
その後、撤退中のボルキュスの部隊はライガットの村に向かっていた。弟のレガッツを救うため、ライガットは命令を無視して単身ボルキュス隊を追い、ボルキュスとの一騎討ちに持ち込むものの、敗北。鹵獲されてしまうものの、部隊長のナルヴィの機転で脱出に成功し、またジルグも別働隊を単機で殲滅させたが、突如ライガットに決闘を仕掛けてきた。戦いを終えた後、魔力を持たないライガットと、才能あるが故にすべてに退屈しているジルグとの間に、奇妙な友情が芽生えた。
その間、敵のスペルタ部隊に囲まれ、ジルグがまたも単機で殲滅する活躍をするが、乗機は大破しデルフィングも谷底へと落ちてしまう。彼らを捕らえたボルキュスはデルフィングの搭乗者の処刑を決めるが、ジルグはライガットを庇い処刑される。クリシュナの要請で捕虜交換と20日の停戦協定が結ばれ、ライガットは王都へと帰還するが、その胸にはボルキュスへの激しい復讐心が渦巻いていた。
停戦協定終了後、王都ビノンテン攻防戦の火蓋が切られた。圧倒的有利に戦局を進めるアテネス軍だが、クリシュナは城壁の中にデルフィングを隠し、勝利を確信したアテネスの大軍が近づいたところで奇襲をかけ人柱（サクリファイス）作戦で対抗する。文字通り己の命を懸けた裏切りを装うザンス執務次官と、ジルグの死の責任を取ろうとするライガットの猛攻により奇襲は成功、ボルキュスを孤立に追い込んだ。
ついにライガットとボルキュスによる命懸けの一騎打ちとなり、ライガットは激闘の末にヒュケリオンを大破させる。敗北したボルキュスを捕虜にしようとしたライガットだが、彼の口からジルグの死の真相を聞き激昂し、ボルキュスを殺害。その後、アテネス軍は総崩れとなり撤退、ビノンテン攻防戦はクリシュナ側が勝利したのだった。

### 11巻～20巻
戦いの後、一時的な平穏を満喫していたライガットやシギュン。しかしライガットは未だにジルグの死を悔やんでおり、ボルキュスを倒したことで「英雄」と呼ばれる自分の立場にも戸惑っていた。日に日に憔悴していく彼を見ていたシギュンは、その姿に心を痛め、ライガットと2人でクリシュナを出る決意をする。
一方、誰もが予想しない敗北を味わったアテネスは政情不安に見舞われていた。ボルキュスの戦死、侵攻軍も７割以上失うという惨憺たる結果により国家政策そのものを見直さなければならない状況に追い込まれていた。そんな中で書記長のロキスが病に倒れ、ゼスが東方討伐軍の筆頭将軍に任命されることになる。
道中、2人は自身を隣国アッサム王国の王女と名乗る少女プレデリカと出会う。彼女からアッサムで大陸全土を巻き込んだ内戦が勃発すると知らされ、ライガットはシギュンと別れプレデリカと共に王都へ帰還。プレデリカはクリシュナ軍の出兵を要請し、アッサムに駐留するアテネス軍を打倒して欲しいとホズルに頼む。その審議の最中、シギュンが拉致されたという一報を受ける。アテネスはプレデリカの身柄を引き渡すこと、クリシュナ軍の武装解除を要求し、行われない場合はシギュンを処刑することを通達。これを指示したのは将軍となったゼスであった。
ゼスに真意を問うべくライガットはアッサムへの潜入を決意。首都ティブガルに到着したライガットは、そこで暴漢に襲われていた町娘を救おうとする。暴漢は死亡するものの、町娘の正体はもう1人のアッサム王国の王女プレデリカであった。プレデリカが2人存在することに疑念を抱く中、ライガットは駐留軍の将軍アーレスに身柄を拘束されてしまう。プレデリカに解放された後、ライガットはアッサム国立士官学校へと向かい、一方でゼスも彼の待つ同じ場所に向かい、2人は再会する。
あの頃にはもう戻れないと決意を固めるゼス、「過ち」に縛られる彼を叱咤するライガット。戦いの果てに勝利したのはライガットだった。ライガットは涙を流し、止めを刺さずその場を立ち去ったが、対してゼスはシギュン処刑の日時を早めることを決める。

シギュン処刑が迫る中、シギュンを救ったのはかつて捕虜として彼女から厚遇を受けていたクレオと、その一家だった。追手から逃れる一行を、ライガットを隊長とした新生デルフィング部隊が救援に向かう。
同じ頃、2人存在するプレデリカのどちらが本物の王女なのかを判別するべく、彼女達の持つ髪飾りの合同鑑定がクリシュナ・アテネス両国立ち会いのもと行われる。その結果はクリシュナ側が本物、アテネス側が偽物というものだった。鑑定後、アテネス軍、クリシュナ軍、そして偽王女プレデリカを討つべくクーデター軍の三者で乱戦になってしまう。
乱戦の中行方不明となったナルヴィを助けるため、ライガット達は国境付近へと向かった。無事だったナルヴィからは、かつての戦友の戦死を聞かされる。新生デルフィング部隊はアテネス追撃に合流し、道中でアーレス率いる駐留軍と戦闘。部隊の部下が急襲したアーレスに敗れると、友や仲間をこれ以上失わせないと激昂したライガットはアーレスと激闘を繰り広げる。その末に勝利したライガットは尚も続く戦闘に心を痛める。
戦闘後、ライガットはアテネス側のプレデリカと対話する。当初は慕っていたアーレスを討った彼に銃を向けるプレデリカであったが、涙ながらにアッサムを救って欲しいと頼んだ。アーレスが戦死したことで台頭したクーデター派により、アッサムは凄まじく荒れ果てていた。またクリシュナ側のプレデリカはクーデター派の首魁ハウガンと共に、ゼスはアテネス軍を纏めるため、暗躍を続けていた。
ライガット達はアテネス側のプレデリカから多くのアッサム人達が政治犯として捕らえられているとの話を聞かされる。ハウガンやアッサムの星と呼ばれる仮面の男らの意向で処刑が始まろうとしていたのだ。クリシュナ側のプレデリカも処刑を止めようとはせず、これを懸念したクリシュナ軍は威圧を目的としてティブガルにイドー大隊を派遣する。だが、1日早く処刑が始まってしまい、ライガットは独断で攻撃開始を宣言する。
戦端を開いたライガットはアッサムの星と対峙し、ナルヴィやアテネス側のプレデリカも市内へと突入。ライガットは激闘の末にアッサムの星を撃破し、アテネス側のプレデリカの演説で民衆が味方に付き、アッサムの将兵も多くが離反。戦況は一気にクリシュナ軍が有利となる。城内ではハウガンの射殺体が発見され、アテネス側のプレデリカはクリシュナ側のプレデリカを追って上水路へと向かう。また、ライガットも機体を捨てて逃亡したアッサムの星を追って上水路へと来ていた。
アテネス側のプレデリカがナイル達に渡した遺書と、王の間の隠し部屋で発見された遺体、そして上水路でのやり取りにより、「本物」のプレデリカ王女は既に亡く、双子の姉妹とされたプレデリカは共に「影武者」であり、アッサム国王の外戚で姉妹の父親でもあるアッサムの星が指南役として、彼女達を本物の王女だと偽って育てたという真実が明かされる。
クリシュナ側のプレデリカはアッサムの星に撃たれて落命し、ライガットも彼の銃撃で重傷を負う。アテネス側のプレデリカはライガットに止めを刺そうとしたアッサムの星を射殺、ここにアッサム動乱は終結する。その後、アテネス側のプレデリカはアッサム女王に即位するも、クリシュナとはアッサムに残されたライガットの返還に関して揉めることとなった。　
1ヶ月後、プレデリカは表向きにライガットの死亡を発表。遺体の返還も拒否し、大々的に国葬を執り行う。しかし、後にミゾラム要塞をアテネス軍が襲撃した際、謎の部隊が出現したこと、大峡谷の底でアテネスとクリシュナの大破したゴゥレムが発見されたことで、ライガットの生存説が有力となった。そしてシギュンの元をライガットが訪れ、フォルセやボタンと共に旅に出発する場面で物語は終わる。

## 登場人物
作品の人名や用語は、ギリシア神話・北欧神話から取られていることが多い。

### 主要人物
ライガット・アロー
声 - 保志総一朗
本作の主人公。身長177cm。25歳。
弟のレガッツ共々、100万人に1人の確率で生まれると言われる魔力を持たない魔力無者（アン・ソーサラー）。魔力を持っていることが普通のこの世界では、機械や生活用品の一切を使えない彼らは「能無し」と差別されて生きてきたが、誰にも起動させられなかったアンダー（古代）ゴゥレム「デルフィング」を動かせたことで人生が一変する。
思考は良くも悪くも軍人気質ではない。情に厚い熱血漢ではあるが、内面は「能無し」として魔力以外の面も含めて突出した知識・技術をもたないことから自己評価は低く他人を優先させてしまう。そのため、戦後は自身が「英雄」となったことを受け入れられず、精神的に不安定となっている。また、自身は「能無し」であるため、自分の子供も「能無し」として生まれてくることを予期していて、一生結婚はできないと考えていた。後にホズルの言葉と拳を受け、シギュンの自分に対する思いに気付く。
後天的な魔力の顕現を最後まで諦めきれなかった父親（故人）の尽力により、隣国アッサムの国立士官学校に在学していたものの、金銭的事情により中退を余儀なくされた。そこで出会ったホズル、シギュン、ゼスら4人で「問題児4人衆」を形成しており、軍事大国総司令官の弟（ゼス）と一国の皇太子（ホズル）の喧嘩を止められた唯一の人物だった。なし崩し的に巻き込まれた戦争と、目の前で起こった敵味方の死に激しく動揺するが、長い逡巡の末、クリシュナ軍に入隊。バルド将軍旗下の二等重騎士（後に一等重騎士、准尉重騎士に昇進）として古代ゴゥレム・デルフィングの副責任者兼専属搭乗士となり、特別遊撃隊「第一独立戦隊（新生ミレニル部隊）」に編入される。
当初は戦闘慣れしていない一面こそあったものの、デルフィングの常識外の跳躍と機動力を活かし、武器を足場に利用した方向転換や、宙返りしながら斬撃を放つなどの非凡な操作技術を見せるようになり、単独で味方の窮地を救うなどの華々しい戦果を挙げていくが、故郷の村にボルキュスが進軍したことに端を発した戦いで敗北と仲間の死を経験。ジルグを殺したボルキュスへの復讐を強く心に誓った。
王都ビノンテン攻防戦では、多数の敵ゴゥレムを撃破してボルキュスと対峙。激しい死闘の末、ついにボルキュスを取り押さえ殺そうとするが、バルド将軍の命令により一度は矛を収める。しかし、ボルキュスの口からジルグ処刑の際の真相を知らされ、激昂してボルキュスを惨殺。アテネス軍は総崩れとなって撤退し、文字通りクリシュナを救った「英雄」となった。
戦後はジルグの死を悔やみ続けており、ナルヴィからは「限界が近い」と危惧される。彼を心配したシギュンの根回しもあって退役とデルフィングの解体が決まり、同じく職を辞した彼女と2人で旅に出た。道中、アッサム王女プレデリカと出会い、シギュンと別れて彼女を連れクリシュナに帰還した。
それからはシギュン奪還のためゼスと対話すべくアッサム首都ティブガルへと潜入するが、そこでもうひとりのプレデリカと遭遇。クリシュナ側のプレデリカに疑念を抱き、アテネス側のプレデリカには「グラム・アランド」という偽名を名乗ってその場を過ごした。そしてシギュンの処刑を止めさせようとゼスと対話するが拒否され、戦闘では彼を圧倒。それでも彼の決意が揺るがないことを悟り、止めを刺せずにその場を去った。ミゾラム要塞帰還後に、新生デルフィング部隊隊長に任命され、クレオ達の助力もあってシギュン奪還に成功する。
風波回廊戦では、アーレスによって重傷を負ったフォルセにこれまでの戦友達の死を想起する。仲間を殺させまいと激昂し、アーレスと壮絶な戦いを繰り広げる。窮地に陥るものの、デルフィングの自律稼動や奇策の末に勝利。アーレスの最期の言葉と自身の思いとは裏腹に、尚も続く戦闘に心を痛めた。プレデリカからは「生粋の殺戮兵器」と呼ばれたがそれを正面から受け止め、銃を構えられながら助けたことに後悔は無いことを伝えた。その言葉で銃を下ろしたプレデリカから、アッサムを救って欲しいと頼まれる。
ティブガル市内で市民の処刑が始まった際は激しく動揺し、命令違反を犯して市内へと突入。指揮を執るアッサムの星と対峙し、激闘の末に彼を撃破する。脱出したアッサムの星を単独で追うものの銃で撃たれて重傷を負い、駆けつけた仲間達に救助された。
動乱後、表向きにはプレデリカによりライガットは死亡したとの公表がされ、盛大な葬儀も行われたが、実際には生存しており、アテネス軍によりミゾラム要塞強襲の際には救援に駆けつけたことが示唆されている。その後、シギュンの元を訪れ、彼女やフォルセ、ボタンと共に旅立った(作中のエピローグはライガットの視点からの描写などで彼自身は直接描かれてなく、セリフもない）。
作者の同人誌「BREAK BLADE BOUND」にてエピローグの大峡谷戦がイラストで断片的に描かれており、その内容はライガットがぜスと相打ちになり、ライガット自身も顔に重症を負い、谷底に両者とも落ちてしまうが、その後ぜスに救出され、シギュンに対し痛々しい顔の傷跡を残すも微笑むライガットの姿があった。
シギュン・エルステル
声 - 斎藤千和
本作のヒロイン。クリシュナ王妃にして天才魔動技術士。身長157cm。25歳。平民出身。
王宮の研究機関を取り仕切っており、ファブニルの総合改修や新発明など様々な成果を挙げている。長い金髪と白い肌の美貌の持ち主でスタイルも良いが、近眼で「筋力、運動神経ともに皆無」。出自の件もあり、国民からの人気は高いが、王妃としての自覚と愛想が足りないと噂されている。ライガット曰く「マッドサイエンティスト」または「不感症（どんかん）女」。
士官学校時代は魔動工学女子部に所属しており、既にこの頃から三日三晩飲まず食わずで研究室に篭るといった不健康な生活を送っていた。学生の頃からライガットへ好意を寄せており、結婚指輪をしていない（これは夫のホズルもである）などライガットに対し思いを残しているような描写が多く見られる。ジルグ曰く、ライガットに対する視線が城内の噂になっている様子。王都ビノンテン攻防戦における作戦案には、その中心人物であるライガットの危険が高いとして強く反対していた。
デルフィングの解析を進める中で、魔力を持つ現代人は古代人に末裔として認知されていないのかもしれないという疑念を抱くが、刻一刻と悪化する戦況はそれ以上の調査を許さず、現在はデルフィングの専用装備開発や新型機開発の方に注力している。なお、アテネスから提示された降伏条件を、ホズルから離縁状を渡される二日前に知っていた。
戦後、精神が不安定となっていたライガットの姿に心を痛め、後に全ての軍事開発顧問の職を辞し、ライガットと共に旅に出る（ナルヴィからは駆け落ちと言われていた）。道中アッサム王女プレデリカと出会ったことでライガットと別れるが、村に一人でいた所をアテネス軍に急襲され、囚われの身となってしまう。ゼスの主導で銃殺刑が確定するが、ステンナの手に堕ちる前にクレオたちサーブラフ家の手で助け出される。
その後はエレアとともにクレオのラドゥンに同行し、アテネスから逃亡。道中エレクト、ステンナの追撃に遭うがライガットにより救出される。ライガットとミゾラム要塞に戻った後はライガットとの関係はかなり親密になっており、後にライガットからプロポーズを受け、これを快く承諾している。
アッサム動乱後、しばらくして自身の元を訪れたライガットを抱きしめ、フォルセやボタンと共に旅立った。
名前の由来は、北欧神話のロキの妻・シギュン。
ホズル（クリシュナ9世）
声 - 中村悠一
クリシュナ国王。身長191cm。26歳。フルネームはホズル・ベクト・ギロ・メゴ・キ・テイラ・ペタール・エグザ・ゼーヨダ。
王族であることを感じさせない気さくな性格で、臣下や国民からの人望も厚いが、自分の運命を諦めている後ろ向きな所もある。学生時代、王位を継ぎたくないために落第しようとしていた。しかし即位後は政務に励み、貴族特権の撤廃や才能ある者は平民出身でも高官に登用するといった国政改革を断行。これに反発する貴族連合の反乱を平定して国内を纏め上げ、数年で内政を立て直した。またアテネスと戦争状態に入った際には直ぐに国境を封鎖し戦慣れしていないクリシュナ軍の崩壊を防ぐなど、為政に長けた人物。
オーランドのガイン将軍に嫁いだ妹がいる。また、グラムというアッサムに生息する黒みみずくを飼っている。グラムは雛の時に士官学校時代のライガットとホズルに保護され、それが切っ掛けで場に居合わせたゼスも含めた三人の親交が始まった。
同盟国オーランドに嵌められ、合同軍事演習を隠れ蓑にした隣国アッサムへの派兵を許してしまったことを、アテネス連邦からクリシュナ侵略のための大義名分に利用され宣戦布告される。勝ち目の無い戦を避けるためすぐに和睦を申し込んだが、クリシュナ征服を企むロキス書記長は条件としてシギュンを含む王族全員の処刑を提示。一旦は条件を呑んで降伏しようと考え、ライガットを王都に呼んだのは、最期に親友の顔を見たかったためでもあり、またシギュンを連れて王都から逃げてもらうためだった。
しかしライガットやバルドの諫言を受けて抗戦を決意。外交交渉でオーランドからの軍事支援を取り付けた。ライガットの活躍でボルキュスが討たれ、アテネス軍が撤退した後は、寝る間も惜しんで政務処理に取り組んでいた。
王妃であるシギュンが自分ではなく、ライガットを見ていることには気付いているため、結婚指輪をしていない。結婚した後も彼女の中にはライガットの存在が大きいということも知っている。彼女に離縁状を出して以降は、自身の食事を作る料理長（セルマ）に今後の不安などを吐露するようになり、それを受け止めた彼女と関係を持つようになった。
プレデリカの要請を受け、前線部隊を首都ティブガルまで進軍させるものの、同盟国とはいえど内政干渉を避けるべく威圧と外交圧力によって処刑を阻止しようと試みた。処刑は結果的に行われてしまい、ライガットの突入に端を発するティブガル攻防戦の戦後は彼の返還に尽力した。
名前の由来は、北欧神話の盲目の神・ヘズの別読み。
ゼス
声 - 神谷浩史
アーレス将軍旗下のワルキウレス部隊隊長。身長182cm。25歳。
ロキス書記長の弟だが、兄弟仲は良くない。既婚で、幼馴染である26歳の妻エキディナ（名前の由来はギリシア神話のエキドナ）との間に、物語当初の時点で2歳の娘マイラ（名前の由来はギリシア神話に登場するアトラスの娘マイラ）がいる。
堅物で外面は冷淡だが、その内面は仲間想いの熱血漢。その血筋故に、昔は自分を色眼鏡で見る周囲を避けて孤独を好んでいたが、士官学校でライガット達と出会ったことを切っ掛けに変わっていった。士官学校には兄ロキスの命でホズル暗殺の為に入学したが、彼らと親しくなる内に止めることを決意し、嘆願書を書いたこともある。
軍では天才魔動戦士として知られ、扱いの難しいエルテーミスを自在に駆って高度な三次元戦闘をこなし、数多くの戦果を挙げた。クレオの才能を見抜き自身の小隊に抜擢したが、まだ若年の彼女にマイラを重ねてしまう自身の甘さを認めつつ、彼女を気遣っている。
アテネス軍人として、親友ホズルが治める国を攻める自分の姿に悩みながらも、出来うる限り犠牲を抑えて戦争を終わらせようと、麾下の小隊で王都ビノンテン奇襲という独断作戦を実行する。だがデルフィングの存在で作戦は失敗、2人の部下を失ったばかりか、自身もライガットによって機体を撃破され、足に重傷を負った。クレオの奮闘とエレクトの適切な処置で生還できたものの身体の傷よりも心に負った傷の方が深刻で、一時は殆ど会話もせず物思いに耽るばかりとなっていた。後にヘケラ将軍がクリシュナ軍に捕らわれたため、後任のアーレス将軍と共に国境へ再出撃。王都攻防戦に敗れて敗走してきた帰還兵の退路の確保のため部隊を率いて前進した。
過去に犯した「過ち」がロキスとの不和と負い目の原因で、それが巡り巡って戦争の敗戦にも繋がっていると考えている。その「過ち」の一端は、自分の母が家督争いに勝つために、何も知らない当時のゼスの手でロキスに毒を盛らせたというもの。ロキスは一命をとりとめたものの、左腕の神経を失う後遺症を負ってしまう。ゼスは未だにこの責任を深く感じ、実母を「妾腹の分際」と罵るようになった。
後に病に倒れた兄から、東方討伐軍の筆頭将軍に任命され、新型ゴゥレムのレクシアスを受領。捕縛したシギュンの処刑を推し進め、彼女を救おうとするライガットに対し決別と処刑を改めて宣言する。ライガットと激闘を繰り広げるも、驚異的な戦闘力を見せるライガットの前に敗北。自分を殺す様に言うが、それが出来ない彼に見逃された。レクシアスが破壊されたため、ドクター・ヘパイスへ近接戦主体のエルテーミス復刻版の製造を依頼し、新たにエルテーミス・エレティコスに搭乗している。そして軍を編成し直すべくイオを復隊させるよう促し、ステンナと手を組むなど暗躍を続ける。アーレスが戦死したことを聞くと、ライガットへの怒りをさらに募らせた。
ミゾラム要塞強襲後、大峡谷の底にエルテーミス・エレティコスがデルフィングと共に大破した状態で発見されていることから、ライガットとの戦闘があったことが示唆されている。
作者の同人誌「BREAK BLADE BOUND」にてエピローグの大峡谷戦がイラストで断片的に描かれおり、ライガットと相打ちの末、デルフィングの頭部を破壊するも自身の機体も右脚部とコックピットを破壊され、お互いが谷底へと落ちてしまう、その後ライガットを救出し、大峡谷を後にした。

### クリシュナ王国

#### 二大将軍
バルド・ジ・アラン・アルヴァトロス
声 - 菅原正志
クリシュナ王国の双璧と謳われる二大将軍の一人。常にサングラスを掛けている。56歳。
クリシュナの名将として知られ、魔動戦士としての実力も高い。参謀長とは親友の間柄。判断能力や状況把握に優れ事態への対処も的確だが、根が愚直なために損な役回りを担うことも多い。一人息子のジルグとは不仲。ライガットに特に目を掛けており、彼を今やクリシュナにとって必要不可欠な存在だと考えている。個人的にもライガットへの信頼は篤く、ジルグに関するプライベートな話を打ち明け、彼に不穏な動きがあれば殺害してくれと頼んだこともある（ライガットはこれを断り、逆に説得した）。
アテネスからの降伏条件を知らされている王族以外の数少ない人物の一人で、ホズルを守るため徹底抗戦を主張した。王都ビノンテン攻防戦にて、ライガットがボルキュスを取り押さえた際には、国益のために殺さず生け捕るよう命じた。
名前の由来は、北欧神話のヘズの兄・バルドル。
トゥル・バー・コールウェイ・リムレック
声 - 緒方賢一
クリシュナ王国の双璧と謳われる二大将軍の一人。54歳。
ドラウプニル（黄金指輪）重騎士団を指揮する。背が低く、小太り。高位魔動戦士でも5束が限界とされる石英靭帯を6束制御できるほどの魔力量を持つ。慎重なバルド将軍とは対照的に猪突猛進な熱血漢で、無謀な行動を取っては度々部下達（主にナルヴィ）に窘められていた。子宝には恵まれず実子はいない。私財のほとんどを妻が運営する孤児院の設立や運営に使っており、自身も休日には孤児院の子供たちと一緒に遊ぶなど慕われており、国民からの人気も高い。旗下の騎士団員にも同孤児院の出身者が多く、団の士気は高い。
大隊を率いてバルドとは別ルートで西部国境線へと向かう途中、討伐軍から先行していたイオ率いる部隊による奇襲を受けて隊はほぼ壊滅。ニケのギラトスに機体を両断されて戦死（圧死）した。その亡骸はどういうわけか敵が持ち去っている。
名前の由来は、北欧神話の雷神・トール。

#### ミレニル部隊
ナルヴィ・ストライズ
声 - 井上麻里奈
ドラウプニル重騎士団の特別戦術顧問。上等重騎士。平民出身。身長166cm。24歳。
褐色の肌に長い黒髪。熱血で男勝りな性格をしており口が少々悪い。王国中央兵軍養成学校に在学中、上級戦術仕官模擬試験をトップで通過した経歴を持つ（なお当時平民は本試験を受けられなかった）。軍に入ってからは、反乱鎮圧、盗賊討伐、御前試合優勝1回などの戦功を持ち、優秀な魔動戦士として知られている。但し、良くも悪くも発想が軍事的・兵隊的な面があり、一般人目線で戦いを拒む入隊前のライガットを批判していた。
兄のナイルと揃ってトゥルの妻が運営する孤児院の出身者。子宝に恵まれなかったトゥル夫妻とは実の親子同然の絆で結ばれている。今でも休みの日には孤児院に帰り、子供達の面倒を見ている。
ビノンテン防衛戦後、新たに編成されたデルフィングを中核とするミレニル部隊の隊長に任命される。ミレニル部隊の解隊後は、サクラ大隊長の下で中隊長に就任。王都での篭城戦に際し、シギュンが開発した新型ゴゥレムであるフレイアを受領した。クリシュナが逆転勝利を掴んだ「人柱作戦」の立案者であり、戦後も階級の分を超えて重用されている。王都ビノンテン攻防戦でボルキュスが討たれ、アテネス軍が撤退した後の祝勝会には、珍しくドレスを着て参加した。ライガットが軍を辞めた際は「仲間の死から逃げただけ」と、彼を軽蔑していた。後の戦闘で自身を庇い致命傷を負ったロギンの今際の際には、涙を流しながら彼を看取った。
合同鑑定の衝突後はヘケラによって危機に陥るもイドー隊に救出される。アッサム動乱の際はライガット隊の副隊長だからと、命令違反を犯し突入したライガットに続き、ナイルやフォルセらを率いてティブガル市内に入り、敵軍を相手取った。
名前の由来は、北欧神話のロキとシギュンの息子・ナルヴィ。
ナイル・ストライズ
声 - 白石稔
ドラウプニル重騎士団隊員。一等重騎士。平民出身。25歳。
ナルヴィの兄だが妹より階級は下。妹と同じくトゥル夫妻を実の両親のように慕っている。槍術の名手で、戦闘は得意だが勉強は苦手。普段は軟派だが、戦いになれば冷静かつ慎重になる。ビノンテン防衛戦後、ドラウプニル重騎士団からミレニル部隊に編入された。ナルヴィより心が強く、トゥル戦死の報を知らされた時もそれほど取り乱さず、妹が知れば平静では居られなくなるから、とこのことを伝えない様に手配した。
王女プレデリカの髪飾りの合同鑑定後の戦闘でアテネス軍に退路を絶たれ、ナルヴィ達とはぐれたことで行方不明となっていた。やむなく機体を捨てティブガルへと潜入し、その惨憺たる現状を知るとプレデリカと共にライガットの前に姿を現した。ティブガルの人々にはその正体こそ知られていないが、名前は知られている模様。その後、ライガットの命令違反と共にナルヴィらとティブガル市内に突入、乗機破損により負傷するも、クレオに救われる。王城に入った後は、プレデリカから自分とマースに遺書と王の間の設計図を渡され、王女の真実を目にすることとなる。動乱後はアッサムへ残ることを決め、クリシュナへの帰還問題は補償金によって解決された。
ロギン・ジー・ガルフ・エンサンス
声 - 河相智哉
クリシュナ軍魔動戦士。上等重騎士。名門エンサンス家の出身。28歳。
ドラウプニル重騎士団からミレニル部隊に編入された。ホズルの即位後に起こった貴族連合の反乱において、貴族出身者でありながらバルド・トゥル両将軍と共に平民側に付いたという経歴がある。ロングプレスガンを扱う狙撃兵（ロングガンナー）で、射撃の腕前はかなりの物。ナルヴィのことが好きだが、表には出していない。
ストライズ兄妹に比して知的派。一見、感情起伏に乏しく見えるが、ストライズ兄妹同様に孤児院訪問に行く優しい面もある。強面であることを孤児院の子供たちに指摘されるまで気づいてなかった。ライガットに「君付けで呼ぶのはやめてくれ」と言われたのを気にしていたり、余り貴族らしい振る舞いがないなど、立場的には珍しい人物。
王女プレデリカの髪飾りの合同鑑定における乱戦で、アテネス軍からの流れ弾からナルヴィをかばった際に致命傷を負い、彼女に看取られながら息を引き取った。
ジルグ・ジ・レド・レ・アルヴァトロス
声 - 鳥海浩輔
元クリシュナ軍魔動戦士。投獄中から条件付き戦線復帰のため、階級無し。19歳。
眼鏡を掛けた赤毛長髪の男で、バルド将軍の一人息子。驚異的な実力を持つ天才魔動戦士で、王国中央特別兵軍養成学校に在学中、数々の伝説的記録を残している。本来のスタイルはロングガンナーであるにも拘わらず、あらゆる武器を使いこなし、足技を交えた格闘戦で敵を翻弄する。
その天才的な技術と、バルドの息子ということもあって将来を期待されていたが、1年前の行軍訓練中に理由もなく仲間を殺害（実際はグンナルを庇ったもの）。罪を問われ長らく投獄されていたが、修復されたエルテーミスを乗りこなせる可能性を持つ者が殆どいなかったため、釈放と引き換えに搭乗士となることを請け負い、ミレニル部隊へと編入された。
普段から何を考えているのか分からない人物で、慣らし訓練と称して戦闘装備でデルフィングに襲い掛かったり、アラカン荒野戦では怖気付いたと偽って戦列を離れたと思いきや、後退中の敵軍に単機で強襲を掛け、凄まじい戦果を挙げてみせたりもした。一方で、兵軍学校時代は友人エルゼンを自殺に追いやったグループのリーダーを再起不能に陥れている。
ベクトリア峠での撤退戦で、動けないナルヴィを人質にしてライガットに一騎討ちを承諾させた。この戦いでようやくライガットと分かり合ったが、バデス率いるスペルタ部隊の襲撃を受け、エルテーミスを大破させつつも勝利する。しかし、その直後に現れたボルキュスに捕らえられ、仲間の命を救うために自ら名乗り出ようとしたライガットを庇い、自分がデルフィングの搭乗士だと偽ってボルキュスに処刑された。その際、ライガットへの遺言をロギンに伝えている。
劇場版アニメでは、ライガットを挑発しそのまま一騎討ちに発展、その後、消耗したところに敵部隊の襲撃を受け、機体を損傷しながらもニケをなんなく撃破、殺害する。敵弾の集中攻撃を防ぐため自らは盾となり、動けないデルフィングを谷底に落とした。破壊される直前に何かをライガットへと伝える。
名前の由来は、北欧神話のシグルズと同一視されるニーベルンゲンの歌に登場するジークフリートの略称ジーク。

#### 新生デルフィング部隊
フォルセ・グリトネイル
ライガット率いる新生デルフィング部隊の隊員。一等重騎士。戦闘技術が高く、挑発的な性格。その長髪や戦闘中の仕草はジルグを想起させる。ライガットに対して、部下となった3人の内の誰かが身分を偽って軍に入隊していると忠告する。
その正体は、クロザワが幼少期より育て上げた秘密工作員で、かつ彼の養子（姓は別）。ゴゥレム乗りの素質を見出され、ジルグが将軍になった際の影武者となるべく、戸籍や学籍記録を改ざんされて重騎士となった。新生デルフィング部隊には内通者の排除のために入隊した。この任務とは別に、ジルグの忘れ形見であるライガットを命を賭してでも守ることを固く誓っている。ライガットの事を能無し、人たらしと呼ぶものの、彼の命令は素直に聞いている。
風波回廊での戦闘の際、アーレスに遭遇したボタンを助けようと動き、致命傷を被る。ライガットが勝利するとすぐに彼を守るべく奮戦した。意識を失っていたものの、戦闘後に目を覚ました。
ティブガル攻防戦ではクレオと共にギルヴァエスを撃破。戦後、ライガット、シギュン、ボタンと共に旅立つ。
グンナル・フォード
ライガット率いる新生デルフィング部隊の隊員。ミゾラム要塞に配属されていた上等重騎士。赤い髪が特徴的で、実直な性格。遠近問わず高いレベルの戦闘技術を持つ。乗機はロングプレスガンを携行する。ライガットを侮辱したフォルセに激怒した。
その正体は、バルド家の遠い縁者で、本名は「ヘルモンズ・レイ・アルヴァトロス」。父の汚職で国を追放され、母は体を壊し病死。罪を追及したバルドを逆恨みし、オーランドへと引き取られてスパイとなった過去を持つ。後に同じスパイのルルアとクリシュナの兵軍学校に潜入、軍事内情の報告とジルグの暗殺を請け負う。しかし、ジルグと交流を深めるうちに内心が変化していき、行軍訓練でジルグの命を狙ったルルアを殺害。ジルグはその罪を背負い、犯罪者として投獄されてしまったという経緯を持つ。ライガットに対しては、後に素性を偽っていたことを手紙で謝罪している。
ボタン
ライガット率いる新生デルフィング部隊の隊員。二等重騎士。眼鏡の女性。うたれ弱い性格で、突発的な事態への対処は苦手。兵軍学校での成績上位者で、地質や地形に詳しい。
合同鑑定後の追撃戦では、周囲の峡谷を活かした戦術を考案し、その戦果に貢献。ティブガル攻防戦においては、ライガットが上水路に居る可能性をナルヴィに進言した。ティブガル攻防戦後、ライガット、シギュン、フォルセと共に旅立つ。

#### その他の軍人
サクラ
声 - 葛城七穂
王都ビノンテンを防衛する近衛大隊長。
長身の女性魔動戦士で、接近戦の達人。年齢は不明だが、熟年風の顔つき。戦闘スタイルが自分と似ているライガットの指南役となり、短期間でイーストシミターを扱える様にするための剣術の特訓を施した。
劇場版アニメでは、王都に攻め入ってきたボルキュスを倒すべく、乗機をボロボロにされながらも奮戦する。
エルザ
声 - 柳沢真由美
バルド将軍旗下の女性魔動戦士。中隊長を務める顔に傷のある麗人。
アラカン荒野の戦いで、自身を囮に罠を張るボルキュスを逆に倒さんと、あえて誘いに乗って突撃。後一歩にまで迫ったが、手駒の層が薄かったため守護する5台に20人の部下は全滅させられ、自身もボルキュスに倒され戦死した。その亡骸はボルキュスの命令でゴゥレムごと晒し者にされ、バルドの部隊を動揺させる材料にされた。
名前の由来は、北欧神話に登場する女王イルザ。
サガレス
ミゾラム要塞を預かる西部国境守備軍の司令官。大佐。
禿頭と眠そうな目が特徴の男。一見、やる気がなさそうに見えるが、外見に反して優秀で戦況判断と作戦立案に長ける。数に頼るだけのヘケラ将軍を翻弄して要塞を守り、反撃の機会を窺っていた。拡声器で進軍音を偽装して戦力を誤認させ、要塞を空にして夜襲をかけるという大胆な策でアテネス側の要塞を落とし、ヘケラを捕えた。
反面、戦後を睨み（ボルキュス将軍がミゾラム要塞を無視して直接領内に侵攻したため国境守備の意味が無くなってしまったが、今も攻められている要塞を放置してボルキュスを迎え撃つ訳にもいかないため）、国境守備軍の存在意義を問われる事態を回避するために、2組の小隊を決死隊（要は捨て石）として選抜。これにボルキュスを攻撃させる事で、素通りさせなかった事実を作るという冷酷な決定を下す。
シギュン救出作戦以降のライガットの実質的な上司で、隊長を命じたのも彼。アーレスの戦闘力を脅威と見ており、ライガットに彼と遭遇した場合は戦闘を避けろと忠告している。またプレデリカの髪飾りの合同鑑定の裏に、クリシュナを滅亡させるほどの何かがあるのではないかと疑念を抱いている。アッサム動乱のその後、アテネス軍による要塞強襲を受け、その際に戦死したという。
クロザワ
声 - 喜山茂雄
クリシュナ軍の密偵。偵察隊の総指揮を執っている。ペグー山付近の村で捕まったライガットの救出をナルヴィ達と共に援護した。その撤退中に敵ゴゥレムに車両ごと吹き飛ばされるが、死に真似をしてやり過ごし骨折だけで命に別状は無かった。後にライガットに敵領内への潜入を命じるが、その裏には崖に落下したデルフィングを回収する目的も含まれていた。王都ビノンテン攻防戦の直後、撃たれていたザンス執務次官の最期を看取った。
ホズルにも明かしていない裏の仕事として、子供を使った暗殺部隊を指揮している。
イドー
西部国境守備軍の兵士。階級は太尉（後に少佐）。へケラ捕縛作戦に参加しており、サガレスと共に行動する。
合同鑑定後の追撃戦では、アテネス軍の後詰め部隊を攻撃するべく大隊を率いて出撃。アッサム首都ティブガル侵攻時にも指揮官として大隊を率いた。ライガットの命令違反に対しては部下を諫め、待機命令を遵守させた。アッサム動乱のその後、ミゾラム要塞をアテネス軍が強襲した際に戦死したという。

#### 政治家
ザンス
クリシュナの執務次官。36歳。貴族出身であり選民思想が強く、目下の者をぞんざいに扱うことも多かったが、こう見えて忠臣でもあった。過去の貴族反乱の際には貴族側につこうともしたが、ホズルはそれを知りながらも彼の能力を買って重用していた。そのため、後に過去の自分を恥じてホズルに忠誠を誓っている。ライガットがデルフィングの専属重騎士になる際は儀式の進行を務めていた。
王都ビノンテン攻防戦にて、ザンスに届いた裏切りを唆す密書を利用してナルヴィが立案した人柱作戦を、実行者の危険度が高すぎるとして反対する王にライガットと共に反論。作戦による死を覚悟しつつも、自ら最も危険な役割である奸臣役へと志願した。作戦時はクリシュナを裏切ってアテネス軍を市街へと引き入れ、自らは奸臣を装ってそれに合流するという演技をしたが、デルフィングの出現でそれが発覚。アテネスの兵士に撃たれ、救出に来たクロザワよりボルキュスの戦死とホズルの無事を知らされた後に、安らかに息を引き取った。
ルター
クリシュナ王国の政官。セルマの叔父。独断でアッサムに攻撃を開始したライガットへの不満を零した。
フリュキ
本編未登場で、巻末で紹介された。クリシュナ王国の貴族連合の盟主。フルネームは「フリュキ・エグゼ・ペタール・ユー・ゲリ」。
ホズルの行っていた平民を登用する国政改革に不満を持っており、同じく不満を持っていた貴族達を束ね蜂起を企てていたが、実行前日に暗殺された。クロザワの発言から、彼の率いる子供の暗殺部隊によって暗殺されたことがうかがえる。

#### 民間人
レガッツ・アロー
声 - 浅野真澄
ライガットの弟。兄と同じく魔力無者であるために周囲からの差別に晒され、かなり捻くれた性格に育っており、ライガットにも反抗的。住んでいた村がボルキュスに制圧され、見せしめに処刑されそうになった所を駆けつけたライガットに救われる。その後は王都で保護されていたが、戦局が篭城戦に移行してしまったことで王都から脱出するタイミングを失い、仕方なく王城へと避難した。避難の最中に足の悪い少女と出会い、彼女を助けている。
軍人になって古代ゴゥレムを操るライガットとは確執が生まれており、未だ互いにちゃんとした話が出来ていない。後にライガットは軍を退役し王都を離れたが、自身は王都に残った。
ユナ・ホイアム・リムレック
トゥル将軍の妻。46歳。孤児院の院長を務めている。若い頃は民主化運動のリーダー的存在であった。
セルマ
ホズルの食事を担当する王室の料理長のひとり。ホズルに思いを寄せている。離縁状や政情への憂慮が重なり不安定となったホズルを己の身体で慰めた。
イヴァルディ・アロンソ
最初は巻末で紹介され、第18巻から正式に登場。クリシュナ王国最年少の高位魔動技術士。シギュンを信奉しており、フォルセに軍事音痴と馬鹿にされ彼と犬猿の仲にある。
一部ではシギュンよりも高い評価を得ているが、兵装開発には安定性を欠くらしく、度々謎の兵装を開発しては現場を混乱させているとのこと。ミゾラムに配属された後、ファブニル6-st型の設計をシギュンから受け継いだ。高火力ながら射程距離の優位性がないという特徴を持つ垂直2連式プレスガンに、彼女の兵装開発の意匠が見られる。
ルルア
グンナルの手紙に登場。オーランドのスパイとして幼少期よりグンナルと育った少女。任務には実直な人物。
兵軍学校では彼と共にジルグやエルゼンと打ち解けていた。卒業後の行軍訓練にてジルグを殺害しようとするが、その際に放った言葉がグンナルの逆鱗に触れ、彼に撃たれて死亡した。
エルゼン
グンナルの手紙に登場。クリシュナ兵軍学校の生徒で、グンナルとルルアにジルグを紹介した。平民出の努力家で、周囲と壁があったジルグに動じず話しかける明るい性格。ジルグに取り入ろうとした元貴族出身者グループの嫌がらせに遭い、ゴゥレム模擬戦の際彼等にすり替えられた実戦用の槍で親友を殺めてしまう。その数日後、自ら命を絶った。

### アテネス連邦

#### 書記長
ロキス
声 - 土師孝也
アテネス連邦の最高権力者（書記長）。ゼスの兄。兄弟仲はあまり良くない。
国内の石英資源枯渇を打開するため、他国の侵略を目論む。アッサム内乱において、クリシュナがオーランドに嵌められて派遣軍の領内通過を許すというミスを犯したこと、最大の障害であるオーランドもアッサムでの敗戦を受けて非戦派が大勢を占めていることを好機と捉え、オーランドに与して大陸の平和を乱すクリシュナを討伐する、という大義名分を掲げて侵略戦争を開始した。さらにクリシュナ側からの和睦申し入れに対し、あくまでも資源を含めたクリシュナ全土の完全獲得のため、王族全員の処刑という厳しい条件を突き付け、しかもこの条件については使者の口頭のみで伝達し、ゼスを含め自軍内にも知らせないなど狡知を巡らせて徹底抗戦を余儀なくさせる。
イリオス連邦兵軍学校を首席で卒業し、ボルキュス将軍とは同期。彼を高く評価しており、残虐行為で更迭された後も復帰させる機会を窺っていた。ヘケラ将軍の失態を好機到来と見て、ボルキュスを復帰させ、クリシュナ討伐軍の全権を与えて送り出す。
敗戦によりクリシュナ討伐軍がほぼ壊滅したこと、これによりアテネスの未来が絶たれたことに対して、ゼスが過去にホズル暗殺中止を嘆願したことを「判断ミスだった」と怒りを口にしている。かつては年の離れた弟を可愛がる優しい兄で、ゼス曰く「学術もゴゥレム乗りとしても天才的」だったが、ゼスの母親の姦計によってゼス自身の手で毒を盛られてしまった。これによって左腕の神経を失い、ゴゥレム乗りとしての未来を絶たれた。ゼスはこの事件で兄の未来が奪われたとして深い負い目を感じている。後に体を悪くして倒れ（この際「寿命がきた」と話している）、ゼスを呼んで今まで辛くあたってきたことを謝罪し、アテネスの未来と息子ガリムのことを託した。だが当の息子であるガリムは父親の態度を信用しておらず、ゼスに利用されているだけだと忠告している。

#### ワルキウレス部隊
エレクト・ヴェーミンガム
声 - 梅津秀行
ワルキウレス部隊副隊長。37歳。
眼鏡をかけた禿頭の男性。副官としてゼスをサポートする。ゼスからの信頼が篤く、若輩の多い部隊員達への心配りも欠かさない。クレオに関して厳しい評価をゼスに述べているが、それも彼女を心配してのこと。対ゴゥレム戦ではゼスの僚機を務めることが多い。
クリシュナからの撤退戦では、クレオの時間稼ぎの間にゼスを救出してアテネスに撤退。元軍医の技術を活かしてゼスの足の治療を行った。しかし心の傷だけはどうにも出来ず、塞ぎ込む隊長のことを非常に心配していた。ゼスの再出撃に際しては同行せず、首都に留まっていた。
シギュンがアテネスに捕まった後、毎日彼女の様子を見に行くクレオにシギュンが処刑されることを伝える。しかし、クレオがシギュンを連れて逃げるという事態を引き起こしたため、その追撃任務に就くことになった。元上司という立場からクレオに踏みとどまるよう勧告するが、彼女の意志が頑なであることを確認すると、クレオをアテネスの反逆者として相対した。乗機の性能差と搭乗士としての経験で彼女を追い詰めるが、エレアの援護射撃でエルテーミスの右手首を破壊され、その隙に再起したクレオの予想外の反撃に敗北。その後は合流したステンナの激しい追求（すなわち拷問）を受けることが示唆されている。
名前の由来は、ギリシア神話の女神エーレクトラーの別名。
クレオ・サーブラフ
声 - 花澤香菜
ワルキウレス部隊の女性隊員。身長154cm。12歳。特技は豆料理と洗濯とゴゥレムの長時間稼動。イリオス連邦兵軍学校出身。
今は没落しているが、かつては名門軍閥と言われたサーブラフ家の一人娘。まだ幼いにもかかわらず作中随一の巨乳を誇る。普段はおっとりしているため、同期のリィからはトロいと言われ続け、エレクトからも魔動戦士としての適性を疑問視されていた。学生時代も、勉強そっちのけでカード占いばかりしていたため落ちこぼれ扱いだったが、実はゴゥレム操縦に関してゼスをも凌ぐ才能を秘めており、普通なら月単位、ゼスですら1週間を要したエルテーミスの操縦への慣熟を1日でこなしたことから部隊員に抜擢された。
射撃の下手さと敵を殺せない優しさから、偵察任務や周辺警戒、後方での援護射撃（物語当初の時点では一度も当たったことがないという）、部隊への補給（一部の弾倉に、弾丸の代わりに補給物資を詰めている）を務めることが多かったが、危機に陥ったゼスを救出するため、射撃に頼らない接近戦を仕掛けて驚異的な動きでデルフィングとバルド隊を翻弄。単独でゼスとエレクトが撤退する時間を稼ぐが、バルドの技量と駆けつけたナルヴィの攻撃に敗れ、捕虜にされる。
だが、捕われた後もシギュンの計らいで投獄されず賓客として遇され、彼女の寝室にて軟禁生活を送っていた。アテネスの偏向教育のせいか、最初はクリシュナを極悪非道の蛮族国家と嫌っていたが、破格の厚遇に戸惑い、シギュンとの共同生活で少しずつ事実を理解していき、敵対心が薄らいでいった。そしてボルキュスに捕まったライガット達との捕虜交換でアテネスに帰還（アニメ版では進攻するアテネス軍との交戦時に城を抜け出し、イオ大佐に保護されるが、ナルヴィ達の攻撃により振り落とされ、その後の消息は不明）。ゼスやエレクト、家族との再会を果たし、イリオスで穏やかな生活を送り始めた。まだ受理はされていないが除隊申請を出しており、その後の作戦行動には一切参加していない。
シギュンがアテネスに捕えられた後、毎日のように彼女に会いに来ては話をしていたが、シギュンが処刑されると知り激しいショックを受ける。悩んだ末にエレアとクレンに事情を話し、自分をサーブラフ家から除籍して欲しいと言い、一人でシギュンを救おうとするが、一人では無理だと説得され、サーブラフ家の皆でシギュンを助ける作戦を立て、彼女を連れ出して反逆者となる。逃亡の道中でエレクトが駆るエルテーミスの追撃に遭い迎撃するも、ラドゥンでは彼の反応速度に追いつけず、乗機の性能差により劣勢となる。しかしエレクトの予想を超えた動きをみせて逆転し勝利。鹵獲したエルテーミスの中で泣きながらも再び逃避行に戻った。ステンナの追撃を凌いだその後は一家共々クリシュナへの亡命を果たす。
その後はシギュンの仕事を手伝いつつ、特設傭兵輸送隊の一員に志願し、再会したライガットとも友誼を結ぶ。アッサム動乱の際は、ティブガル市内に突入したライガットやナルヴィらを援護するため、大盾を装備した機体で参戦した。
クリシュナに帰還後はビノンテンで療養していたが、姿を消したとされ、後にオーランド教帝を護衛している所を目撃されるなど、歴史の裏で活躍したという。
名前の由来は、ギリシア神話の女神クリオの別名。
リィ・シウルアン・シェーロン
声 - 甲斐田裕子
ワルキウレス部隊の女性隊員。身長161cm。18歳。イリオス連邦兵軍学校出身。
部隊では陽動や別働隊などを担当している。まだ若いが、エルテーミスを使いこなしクリシュナ軍を手玉にとるなど魔動戦士としての実力は高い。デルフィングと初遭遇した人物で、その規格外の力に警戒心を抱いていた。
ビノンテン攻略の第2次攻撃で再びデルフィングと交戦。ライガットの援護に来たダンのファブニルを手負いのエルテーミスで討ち取る意地を見せるが、ライガットの反撃を受けて自機は完全に沈黙。投降の呼び掛けを拒絶、自決した。
名門財閥シェーロン家の次女として生まれる。努力家で学業成績も優秀。同級生のクレオに対してはきつい言動が目立ったが、それは親友として、彼女を案じていたため。学生時代も、落ちこぼれで授業をサボりがちだった彼女を何度も授業に引っ張り出していた。軍人向きではないから除隊した方がいいと、自決直前までクレオのことを最後まで心配していた。
アルガス・ルイビル・デ・ベッツバーグ
声 - 高橋研二
ワルキウレス部隊隊員。34歳。
部隊内では別働隊指揮や機体メンテナンスを担当している。エルテーミスには開発初期からテスト搭乗士として関わっていた。撤退時には率先して殿を買って出るなど、目立ちはしないが熱い人物。クリシュナからの撤退戦にて、多重装甲デルフィングの突進に弾き飛ばされ戦死した。
名前の由来は、ギリシア神話の猟犬・アルカス、または百目の魔神アルゴスの英語読み。

#### ボルキュス大隊
ボルキュス・デュッセンルドルフ
声 - 中井和哉
クリシュナ討伐軍を率いる将軍。45歳。一人娘のレダには非常に甘い。
専用ゴゥレム「ヒュケリオン」を自在に操る操縦技術を誇り、将としてのみならず魔動戦士としての高いセンスも併せ持つ武人。刹那の凌ぎ合いに悦楽を得る戦闘狂の気があり、それを隠そうとしないばかりか部下を置いて自ら積極的に戦いに飛び込んでいくなど、部下泣かせな一面も持つ。若い頃、武装集団鎮圧の際に説得していた子供にプレスガンで撃たれたため、右眼には眼帯を付けている（なおこの事実はバデス、アイレス、イオのみが知っている）。
ロキス書記長とはイリオス連邦兵軍学校の同期で、次席で卒業。戦争の天才と呼ばれ、アテネス連邦北部のベルゲンの反乱を二度鎮圧、オーランドに支援されたアッサムの軍事クーデターを制圧してアテネスの勝利に導くなど、華々しい戦歴を誇る。何れの戦も兵の帰還率が高く、部下からの信頼は厚いが、効率が良いからと人の絶望や恐怖心を煽るために見せしめの処刑といった非人道的手段を平然と用いるため、軍上層部には彼の人格に疑念を持つ者が数多く存在する。
アッサムでのクーデター鎮圧時の残虐行為が問題視されて一時更迭処分を受けていたが、クリシュナ国境戦の敗色が濃厚になったことや、オーランドの参戦への警戒、彼を重用するロキス書記長の後押しもあり、クリシュナ討伐軍の全権委譲を受けて復帰を果たす。イオとそれに続くバデスとの連戦では完全に戦闘力を失ったミレニル部隊を捕虜にし、デルフィングの搭乗士を処刑しようとするが、ライガットを庇って自分が搭乗士だと名乗り出たジルグを射殺。ライガットの心に激しい復讐心を宿らせた。
王都ビノンテン攻防戦ではナルヴィが考案した人柱（サクリファイス）作戦に嵌り、スローイングブレイドの投射を受けて護衛部隊は壊滅、ライガットとの一騎討ちに持ち込まれる。その戦いでデルフィングの左手首を切り落とし優位に立つが、追い詰められたライガットが見せたジルグを想起させる操縦でヒュケリオンの両腕を破壊され敗北した。その際はバルドの意向で生け捕りにされそうになるが、それを防ぐためジルグが身代わりになったことを承知で処刑したことを挑発的に笑いながらライガットに語り聞かせ、激昂したライガットにイーストシミターで磨り潰され惨殺された。息途絶える最期まで笑みを浮かべたままだった。
劇場版アニメでは王都ビノンテン攻防戦でのライガットとの一騎討ちで優位に立っていたが、土壇場でヒュケリオンの防御力の低さが仇となり、脚部が自壊。それによって生じた大きな隙を突かれ、ライデによる攻撃が直撃したことで敗北した。敗北を確信してなお、コックピットから出て、プレスガンでデルフィングのコックピットを狙い撃ち続けるが、再びライデによる攻撃で身体を潰され、死亡する。
彼の戦死により恐慌に陥ったアテネス軍は壊走して国境まで押し返され、本国に帰還できた兵が全体の3割を切るという惨憺たる結末となった（通常軍隊は戦闘に直接当たる班と後方支援班の数が多くの場合半々であるので、帰還兵三割というのは戦闘班はほぼ全滅の上、クリシュナ軍は壊走した支援班を追撃出来る状態で無かったと思われるので、多数の脱走兵が出たものとうかがわせる）。
名前の由来は、ギリシア神話の武将・ポルキュス。
イオ・カルダバール
声 - 寺島拓篤
ボルキュス将軍直属の魔動戦士。大佐。31歳。
専用カスタムゴゥレム「トロイア」を駆り、精鋭揃いのボルキュス直属の部下達の中でも上位に入る実力を持つ。それだけでなく将としての器も併せ持っており、ボルキュスからは高く評価され目を掛けられている。
ベルゲン独立運動の参加者で、開戦派ではなく非戦派の要として粘り強くアテネスとの和平交渉を行っていたという過去がある。反乱が鎮圧された後、ロキス書記長のベルゲン軟化政策により登用された。その反乱で捕まった上司・ラモン将軍や部下達の助命嘆願を聞き入れ、更には自分を取り立ててくれたボルキュスに忠誠を誓っているが、彼の過度な残虐行為には戸惑いを隠せない時がある。
長身で、顔に多くの傷跡（反乱の際にボルキュスに付けられた物）があり、それを怖がられて子供には逃げられるが、心根は非常に優しい。ボルキュスの娘のレダに想いを寄せられており、本人も満更ではない様子。ボルキュスからも婿扱いされている。ミレニル部隊との戦いではナイルを倒し捕虜にしたが、続くジルグとの戦いでは彼に及ばず敗北するも勝てないと悟るや素早い状況判断で撤退した。後には戦友であるニケを失い、以降の行動がボルキュスからは死に急いでいるように見えると危惧された。
王都ビノンテン攻防戦の最中には、クリシュナの救援に来たオーランド軍を迎え撃つべく出撃。モラーク将軍の部隊をほぼ壊滅させたが、その間に討伐軍主力は壊滅してしまい、本国に撤退せざるを得なくなった。この敗戦で意気消沈したイオは、帰還後コンテスト会場にいるレダに父親の戦死を伝えたが、それすら人を介して行い、彼自身は泣き崩れるレダを影から見守るのみでその前に立つことは無かった。以後、除隊申請を出してもいるが、彼の立場上それが受理されることはなく、後は軟禁されるだけだとレトに言われている。だが、これ以上部下を失いたくないと語ったイオはそれすらも受け入れていた。
後にゼスが筆頭将軍となった際に復帰を要求されるがそれを一度は拒否。しかし、ゼスからイオが復帰しなければレトを含むイオの元部下達はヘケラ将軍の要望によってヘケラ将軍の部下となること、ヘケラ将軍は部下の女性に手を出す癖があり愛人７人は全員元部下だったこと、ヘケラ将軍の部隊は帰還率が３割を切ることなど、イオが断ればイオの元部下たちが悲惨な状況に置かれることを伝えられやむをえず復帰することを決意。復帰した際にはかつての仲間達に自身の甘さを謝罪すると共に、改めて共に戦うことを誓った。
なおゼスにとっては、名目上ヘケラ将軍の要望を理由なく断れば無用の対立が生じてしまうため、イオが復帰することで元部下を率いることになれば、ヘケラ将軍の要望が却下されても問題にはならないという思惑によるものであった。
名前の由来は、ギリシア神話のイオ。
ニケ / ニーナケラ・ドルネイ
声 - 白石涼子
通称「ニケ」。アテネス軍の女性魔動戦士。25歳。
貧しい農村の生まれ。幼い外見とは裏腹に、扱い難い重ゴゥレム「ギラトス」を駆って高い戦果を上げるなど、かなりの実力を持つ戦士。かつてイオの部下として共にベルゲン独立運動に参加しており、イオがボルキュスに降る場面にも居合わせている。現在でもイオの部下として彼の下で戦っている。
好意を持っているイオの前ではお子様キャラを演じているが、その本性はかなり残忍で嗜虐的。敵の死体を晒し者にしろというボルキュスの命令をイオの手前、表面的には躊躇いを見せつつも、嬉々として実行してみせた。
ミレニル部隊との戦いではナルヴィと激戦を繰り広げ、気絶させたナルヴィに止めを刺そうとしたところに現れたライガットをも倒しかけるが、突如介入してきたジルグに敗北。機体を失った後脱出して自陣へ帰還しようとしていたが、夜陰に紛れて逃亡するナルヴィを偶然発見。彼女を討ち取って手柄にしようと尾行するも、逆に返り討ちにされて死亡した。
劇場版アニメでは、ライガットとの戦闘後のジルグを急襲するが、逆に機体を破壊されて戦死した。
名前の由来は、ギリシア神話の勝利の女神・ニケ。
バデス・セロフ・ウリヤノフスク
声 - 林和良
ボルキュス将軍直属の部下で主席将軍補佐官を務める。49歳。
専用ゴゥレム「ベルセボネ」に搭乗する禿頭の厳つい男性で、副官としての立場から戦闘狂のボルキュスを諌める場面が多いが、実は彼自身も同種の狂気を抱えている。高い実力を持つゴゥレム乗りで、アテネス随一の槍使いでもある。瞬時に相手の技量を見抜くなど戦闘勘も鋭い。デルフィングの乱入で形勢を乱され浮き足立つ自軍に即撤退命令を下すなど高い判断力を持つが、追撃を受けた右翼を簡単に見捨てるといった冷酷な面もある。エリート軍人だったが、薬物と女性関係で道を踏み外した。
驚異的な力を見せるジルグをアテネスに引き入れようと、スペルタ部隊を率いてライガットと一騎討ちを行った直後の彼を強襲。ジルグの機体を半壊させた後に彼を勧誘するが、断られたために殺すことを決意。その後のジルグの活躍でスペルタ部隊を壊滅させられるも、ジルグ機を撃破寸前まで追い詰める。止めを刺そうとした瞬間、ライガットの横槍で隙を作られ、コックピットを潰すも彼の脱出を許してしまう。目の前でプレスガンを構えるジルグに自身の死を悟ると、最期は「自分が死んだ後にでもアテネスに来るべきだ」と言い残し、射殺された。
劇場版アニメでは王都ビノンテン攻防戦で自分の部隊がバルドの部隊に背後から攻撃され、そのままバルドとの戦闘で戦死する。
名前の由来は、ギリシア神話に登場する神・ハーデス。
アイレス・パトバ・アレッサンドリア
声 - 宝亀克寿
ボルキュス将軍直属の部下で将軍補佐官を務める。53歳。アーレス将軍の実兄。
専用ゴゥレム「ドラギア」に搭乗する髭面の男性で、バデスと共にボルキュスの脇を固める。ボルキュスを若い頃から知っている古くからの部下。名門出身の武人で、魔動戦士として高い実力を持っている。
アラカン荒野での撤退戦でジルグのエルテーミスを倒そうとしたが、難なくあしらわれて返り討ちに遭い戦死した。

#### スペルタ部隊
ダブネ・チャリビンスク
声 - 武虎
スペルタ部隊隊長。53歳。
禿頭で髭面の初老の男。元は暗殺実行部隊の隊長であったが、スペルタ部隊へと引き抜かれた。プレスガン・シールド・ナイフと、スタンダードな装備のエルテーミス・ネオスを駆る。ジルグとの戦いでは半壊し武装がロングプレスガンのみとなった彼の機体を近接戦が出来ないと侮り、ジルグ機の中破して尖っていた片足のフレームを自機のコクピットに突き刺されて戦死した。
名前の由来はギリシア神話に登場するダプネー。
テルトン・キズ・デムヤート
声 - 飯島肇
スペルタ部隊隊員。41歳。
眼鏡を掛けた弁髪風の髪型の男。鹵獲したオーランドのゴゥレムを改造したものに搭乗している（改造ゴゥレムを好むため）。巨大な鎌（柄にプレスガンを内蔵）を装備し、接近戦を得意とする。ジルグとの戦いでは捨て身の無抵抗を見せるなどの予想外の行動で彼を惑わせるも、最終的にコクピットを潰されて戦死した。ジルグが投降することは望んでいなかったとみられる。
バーン
声 - 駒田航
スペルタ部隊隊員。22歳（推定）。唯一作中では名前が出なかった。
物心ついた頃から非正規軍に育てられたため、戦争以外の事柄には無関心。短銃型のプレスガンを二丁装備したエルテーミス・ネオスを駆る。ジルグとの戦いでは片腕を破壊されながらも奮戦するが、コクピットを撃ち抜かれて戦死した。
オルレアン・ル・メン・テュペル
声 - 宮下栄治
スペルタ部隊隊員。27歳。
顔に十字架の刺青があるアテネスの名門貴族テュペル家の当主。他の隊員からはコネで入隊しただけの無能と見られているため、部隊員として認められていない。私財を投じて創らせた（自称）至高のゴゥレム「アキレウス」にかなりの自信を持っていたが、ジルグの一撃でコクピット部分ごと装甲を貫通され、あっけなく死亡した。スペルタ部隊最初の戦死者。
相手が弱者と見れば平気で虐げる腐った性根の持ち主。学生時代にも「能無し」のライガットを集団でリンチしていた所をゼスに見咎められ、彼が介入した途端に泡を食って逃げ出した。その事件が切っ掛けでライガットとゼスの友情が始まった。
レト・エルク・ズク・キロフスキー
声 - 喜多村英梨
スペルタ部隊の女性隊員。23歳。
記憶力に秀でており、帳簿管理の補佐をしている。ロングプレスガンを装備したゴゥレムを駆る。後から合流した他の隊員とは異なり、当初からイオの部隊と行動を共にしている。遠距離射撃能力が高く、ロングガンナーとして優れた技量を有しており、後方から他の隊員と交戦中のジルグのエルテーミスを狙撃して片脚を破壊してみせたが、直後に自機も頭部を破壊されて無力化される。本人は無傷で生還したため、スペルタ部隊の中では唯一の生存者となった。
その後はイオと共に王都ビノンテンを離れ、モラーク将軍率いるオーランド軍の部隊を迎え撃った。本国への帰還後は、除隊申請を出したイオに対して自分達を捨てるのかと非難し卑怯だとなじったが、彼の復帰時には涙を流していた。
なお、レト自身の与り知らぬところで、ゼスによってヘケラの悪評を盾に取る形でイオの復帰の口実に使われている。
名前の由来は、ギリシャ神話に登場する女神レートー。

#### その他の軍人
ヘケラ
声 - 杉野博臣
第一クリシュナ討伐軍司令官の将軍。クリシュナ討伐軍の先鋒として、150台のゴゥレムを率いて侵攻。しかし、クリシュナ全軍に近い兵力で攻めたにも拘わらず国境のミゾラム要塞攻略に失敗。無駄に多くの被害を出し、ボルキュスに対クリシュナ戦の指揮権を譲ることになった。それからはミゾラム要塞の近くに補給用の要塞を築城していたが、サガレスの奇策に嵌り要塞を失った上、捕らわれてしまった。
ゼスの話では部隊の帰還率は3割を切るなど評価は低く、実際に将軍として、それ以前に軍人としては全くの無能。であるにもかかわらず、部下の女性には見境なく手を出すというとんでもない悪癖を持ち、7人いる愛人は全員元部下であるなど公私混同も甚だしい下劣な人物。サガレスに捕えられた際には、情報を聞き出すためにクリシュナ側が用意した偽のアテネスのスパイを見抜くことができず情報を漏洩。その後も疑うことなく脱出に成功し、全ては無能なヘケラに再びアテネス軍を指揮させた方がクリシュナの利益となると判断したサガレスの作戦であったことには気付かないままであった。
その後にクリシュナとアテネスの合同鑑定に立ち会うものの、クリシュナ側のものが本物であるという鑑定結果が出たことに驚愕する姿が描かれている。合同鑑定後の戦闘ではナルヴィを追い詰めるが、援軍に来た新生デルフィング部隊の影響でヘケラ隊は戦意喪失して崩壊。なおもクリシュナ軍を下等だと高を括っていたが、最後はデルフィングの急襲でコックピットを斬られ戦死する。ゼスの計略でビノンテン攻略戦時の帰還兵が部隊に編成されていたことから、捨て駒として扱われていた模様。
ホイベ
イオ大佐から王都ビノンテン攻略の指揮を引き継いだ将校。イオと比べて能力は高くなく、ボルキュス戦死で恐慌に陥った討伐軍を統制することは叶わず、軍の壊走を許してしまった。

#### 連邦領アッサム王国
アーレス
アッサムに駐留するアテネスの将軍。52歳。アイレス将軍の実弟であり顔は瓜二つだが、兄とは不仲であった。とても有能な将軍。
戦争中はヘケラ将軍の後任としてゼスと共に国境へと出撃し、僅かに生き残った帰還兵の救出に当たっていた。現在はアッサムに駐屯しながらアッサム王女プレデリカの面倒を見ている。彼女を実の娘のように接し、彼女からは実の父のように慕われている。義に厚い人物で、周囲からの信頼も厚く、本人はゼスに仕えたかったと話している。
格闘型重ゴゥレムのボレアスに搭乗し、サガレスは機体を含めた彼の戦闘力を脅威と見ている。デルフィングですらアーレスには敵わず、彼と遭遇したら逃げろとライガットに忠告する程。脅威と称される戦闘力とは、ボレアスから繰り出される打撃の攻撃力ではなくその的確な近接防御技術で、実際に戦闘したフォルセやライガットを戦慄させた。
戦いを好み、ボルキュスを倒したライガットに興味を示していた（ゼスの忠告を幾度と受けながら、地位や名声をかなぐり捨ててでも一戦交えたいと望んでいたほどである）ほか、自身の戦闘中に横槍を入れられることを嫌う。ティブガルに潜入したライガットをいち早く軍人と見抜く優れた観察眼も併せ持ち、その場で彼を捕らえている。
風波回廊での戦闘ではフォルセを撃破、それに激昂したライガットと激闘を繰り広げた。途中ライガットの甘い発言を「虫の羽音にも劣る戯言」と吐き捨てるとともに戦争とは何かを説いた。戦いの末にライガットを追い詰めるが、機体の自重を用いた彼の奇策で致命傷を負う。部下達に自分の後を追わせるな、と自身の甘さを認めつつもライガットに言い残し、息を引き取った。だが、皮肉にもその部下達は将軍を討ち取ったライガットを弔いに討つべく攻撃を開始し、クリシュナ軍と更なる戦闘を繰り広げることとなる。
プレデリカ
新型ゴゥレムのレクシアスI型に搭乗するアテネスの少女と、クリシュナに亡命した少女の2人のプレデリカが存在する。顔は瓜二つで髪飾りも同じ物をそれぞれ着用している。正体はアッサム王国の王女で、双子として生まれ、妹の方はマナウと名付けられた。
アッサムでは元来双子はどちらかを死産にするが、国王が死産を防ぐため両者を影武者として育てたとされ、容姿は見分けがつかない（実際には顔は瓜二つだが性格や胸部の差が大きく見分け可能）。判別には王家の証である髪飾りが必要で、本物は凄まじい硬度で出来ていることから、つまり両者のうち模造品を持つ方が偽物であるが、これの真偽は定かではない。国家間の交渉の末にクリシュナ・アテネス両国の有識者による合同鑑定が行われ、その結果はクリシュナ側のプレデリカの髪飾りが本物というものだった。なお、合同鑑定開催の一報を聞いたサガレスは当初、この鑑定に裏があり、クリシュナが滅亡するほどの何かがあるのではないかと疑念を抱いた。
その真の正体は、双子共に本物のアッサム王女プレデリカの影武者である。国王のプイスは娘を親アテネス派と独立派の政争の種にしたくないと、替え玉を育成させたのだが、育成係（指南役）に選ばれたアッサムの星は替え玉（影武者）を本物として育ててしまった。なお、本物の王女は意思疎通の不可能な人物で、既に病気で亡くなっており、城内にある王の間の隠し部屋にて、ミイラ化して棺に保管されていた。後にこれを発見したナイルとマースは棺ごと遺体を焼却している。
アテネス側のプレデリカ
ライガットがアッサムで接触したプレデリカ。明るい性格で、アーレスを実の父のように慕う。胸が大きい。プレスガンの扱いに長けている。王女という正体を隠しながら商店の看板娘をすることを気に入っている。首都ティブガルで暴漢に暗殺されそうになっていたところを、潜入していたライガットに助けられる。その後はアーレス将軍に捕えられたライガットをお礼とともにこっそりと逃がした。
合同鑑定では自身の髪飾りが偽物という結果に驚き、クリシュナ側のプレデリカを「マナウ」と呼んだ。アッサム独立派にアッサムをアテネスに明け渡した偽王女「マナウ」として追われるものの、アーレスの救援と言葉を受け、王女としての決意を新たにする。ライガットとは風波回廊での戦闘で再会し、彼がアーレスを殺す瞬間を目撃。怒りの攻撃も失敗に終わり撤退した。ナイルと共にライガットの前に姿を現した際も銃を構えるが、彼が見た彼女の町娘としての立ち居振る舞いを言われると銃を下ろし、涙ながらにアッサムの人々の助けを求めた。
その後はティブガルでの市民の処刑を防ぐため、ライガット隊と共に市内に突入。ゴゥレムの上に生身で乗って民や兵士達に向けて演説し、殺戮の中止と敵はクリシュナ側のプレデリカとハウガンだと訴える。そして反乱を起こした兵を味方に付け、城内ではナイルとマース隊長に2人で判断して欲しいと遺書と王の間の設計図を渡し、自身は上水路に逃げ込んだクリシュナ側のプレデリカを追い詰める。
だが、彼女は自身が「じぃや」と慕っていたアッサムの星に殺害され、また彼に撃たれたライガットを救うため、やむなくアッサムの星を射殺。ライガットには自分をどこかに連れて行って欲しいと話すが、アッサムの人達を守るために嘘を付き続けるべきだと返され、動乱後はアッサム女王として即位、君主制を廃止し移行したアッサム共和国の初代国家元首となった。ライガットの返還問題については応じず、怪我の悪化による死亡を発表し、遺体を返還することなく国葬を行った。
しかし、後々に出生の秘密が暴露され、辞職・自宅軟禁となる。国民は彼女に同情し、再びの再選を望まれていたが、ある日を境にアッサムから姿を消したという。
クリシュナ側のプレデリカ
ライガットが最初に接触したプレデリカ。性格は冷酷で、胸が小さい。ライガットとシギュンにアッサムで内戦が起こる可能性を説明し、王都ではホズルに祖国解放のためにクリシュナ軍の出兵とアッサム独立派との共闘を要請した。その際ホズルに、自身を双子の姉と名乗り、アテネスの方は双子の妹「マナウ」で王女を僭称していると説明した。
合同鑑定ではその髪飾りの鑑定結果が本物と出ると、アテネス側のプレデリカを「売国奴」と呼んだ。その後はクーデターを起こしたハウガン大佐と共にアッサム王国独立に向けてティブガルで行動を始め、恐怖政治を敷いて民の虐殺など非道な行いを繰り返した。
ところが、市民の処刑を良しとしないライガット隊の市内への突入とアテネス側のプレデリカの演説で目論見が破綻し、ハウガンを射殺。上水路へと逃亡するが、追ってきたアテネス側のプレデリカに、自分が上水路ではなく下水路で育ち、プレデリカの「予備の予備」として育てられてきたという怒りをぶつける。だが、その最中に背後からアッサムの星に撃たれ、命を落とした。
アッサムの星
顔を覆う仮面を付けた正体不明の男。剣術の達人で、ティブガル奪還を成し遂げたとされる。クリシュナ側のプレデリカからは、時が来たら殺すと殺意を向けられている。政治犯として拘束した無実のアッサム市民達の処刑を推し進めるハウガンに賛同。彼からは愛国者として信頼され、ティブガルに侵攻してきたクリシュナ軍を警戒し、防衛部隊に鶴翼の陣を敷かせる。
その正体はアテネス側のプレデリカからは「じぃや」と慕われていた指南役で、影武者である2人のプレデリカの実の父親でもある。先のアッサム国王の外戚でアッサム随一の正統派剣士だったが、汚職で国を追われる。後に秘密裏に国王が呼び戻し、指南役に就任した。実の娘同士を争わせどちらが王女に相応しいかを篩にかけており、いわばアッサム動乱の発端となった元凶の人物。
ティブガル市内に突入してきたライガットとの戦闘では、その清流の如き剣技で彼を圧倒。デルフィングの左腕を斬り落として優位に立ち、ライガットからは「今まで戦ってきたどんな奴よりも強い」と評された。けれども、最後は乗機の胴体を両断されて敗北、機体を捨てて脱出する。
その後、地下の上水路でクリシュナ側のプレデリカを撃ち、追ってきたライガットにも重傷を負わせる。失敗作と断じていたアテネス側のプレデリカが最高傑作と述べ、彼女を実の娘では無いと否定し、王女としてのアッサムの再建を宣うが、彼女の手で射殺される末路を迎えた。
ハウガン
アッサム王国独立派のリーダー。左目を包帯で巻いている。階級は大佐。クリシュナ側のプレデリカからは将軍と呼ばれている。アテネスがアッサムを攻めた際に偶々生き残っただけで、器が小さくとても人の上に立てる器量は持ち合わせていない人物。
駐留するアテネス軍を殲滅するため、クーデターを起こし、一派にアテネス側のプレデリカの命を狙わせている。王国独立後はクリシュナを従えることを目論む。親アテネス派を炙り出すためという理由で、暴徒鎮圧と称し市民にも危害を加えているなど過激な面が見られる。後には政治犯として捕らえられた無実のアッサム人達を家族諸共処刑することを決定し、クリシュナからの書簡も無視した上、決行日を早めて処刑を遂行し始める。
しかし、市内へのクリシュナ軍の突入とアテネス側のプレデリカの演説でクーデター派に反乱が発生。アテネス側のプレデリカの自分と一騎打ちをせよとの言葉を無視して逃走するが、最後はクリシュナ側のプレデリカの逆鱗に触れて射殺された。動乱後、ハウガンの死は表向きには自殺として処理された。
マース
独立派部隊の隊長。ライガットと戦うアッサムの星の勝利を疑っていなかったが、彼は敗北し、市内に突入してきたアテネス側のプレデリカと対面する。彼女には「もしクリシュナ軍が正面から攻めてきていれば我等が勝っていただろう」と述べ、部下達の投降を認めるようプレデリカに話して自害しようとするも、「アッサム軍人ならアッサムのために死ね」とプレデリカに阻止される。その後はプレデリカからの提案のもと、ナイルと共に隠し部屋でプレデリカ王女の真実を知ることとなる。
戦後はプレデリカに仕え続け、彼女が国家元首の座を辞した後も行動を共にしていたことが示唆されている。
ギルヴァエス
独立派部隊の軍人。左頬に入れ墨を入れており、部下からは「ギルヴァエス様」と呼ばれる。ティブガル市内で左翼の防衛を担当し、プレスガンと大剣を装備した機体に搭乗する。クリシュナ軍との戦闘では大盾を持ちながら吶喊してきたクレオ機の対処を命令し、交戦したフォルセ機の左腕を破壊するも、直後に盾を捨てたクレオとフォルセの連携で呆気なく撃破された。

#### 民間人
クレン・サーブラフ
クレオの祖母であり、エレアの母親。62歳。退役軍人で、クレオを溺愛している。クレオが生死不明との報を受けた時には、酷く取り乱していた。娘や孫にはあまり似ておらず、樽の様な横に広い体型をしている。ちなみにエレアとクレオは祖父似らしい。捕まったシギュン王妃を助け出すことをクレオから話され、エレアもクレオに賛同してのアテネスを出ると宣言され驚愕する。一人苦悩するも、結局は彼女達の作戦に同行する。
イリオス脱出後は別ルートでクリシュナに入り、あらかじめ決めていた救出ポイントを伝達する役目を務めた。亡命後はクレオがシギュンを手伝うことは認めていたが、クリシュナ軍に入ることは頑なに反対した。
エレア・サーブラフ
クレオの母親。28歳。かつてはゴゥレム使いの天才少女と呼ばれていたが、病弱のため軍を名誉除隊した。夫とは死別。首都イリオスで教師をしている。軍からの信頼が厚く、度々戦術指南役として招かれている。クレオが生死不明と聞いた時にも淡々としており、クレンから「鬼母」呼ばわりされていたが、決して愛情が薄いというわけではなく、クレオが軍人になった際に覚悟を決めていたとのこと。また普段から無表情で感情の起伏が小さいだけで、捕虜交換で無事帰還したクレオに対しては、抱きしめてキスをしたり、ずっと一緒にいようとしたりするなど深い愛情を示している。
クレオからアテネスに捕まったシギュンを助け出すと聞いた際、彼女の決意を知ってクレオがいないサーブラフ家などなんの価値もないと話し、自分も救出に手を貸してアテネスを捨てることを決める。クリシュナに亡命後はミゾラム要塞にクレオともども匿われており、サーブラフ家の家族構成を知らない兵たちからはクレオの姉だと思われている。その後は生活のため軍関係の職を用意されるも、彼女はそれを辞退して民間での教師職を望んだ。
レダ・デュッセンルドルフ
声 - ささきのぞみ
ボルキュスの一人娘。19歳。典型的なお嬢様で、父親のことが大好き。特技はバイオリン。イオ大佐に想いを寄せており、父も公認の仲。バイオリンのコンテストに出場予定で、父親に観に来てもらうよう約束していたが、ボルキュスの戦死で叶うことはなかった。
名前の由来は、ギリシャ神話に登場する女性レダ。
ガリム
ロキス書記長の息子。10歳。病弱な模様。ゼスを大層信頼しており、彼が自分に会いに来てはいけないと諭していてもお構いなく会いに来る。
兄のためと一心に働くゼスを一方的に疎む父のことをおかしいと感じており、強い反抗心を抱いている。父が倒れた際は、筆頭将軍に任命されたゼスに対し、父はゼスを利用しようとしているだけだと忠告した。

#### その他
ドクター・ヘパイス
アテネス連邦の高位魔動技術士。
天才だが変人としても有名な人物で、ヒュケリオンの高重量武器「スコルピオンテール」や新型ゴゥレム「エルテーミス」の設計者。しかし、これらは両方とも使いこなせれば絶大な力を誇るが、扱いが下手だと自らをも破壊してしまうという危険な代物である。エルテーミスが事故を連発して欠陥機という評価を下されたため、その責任を取らされしばらく干されていた。ゼスのおかげでエルテーミスが再評価され、ヘパイスも再び技術者として返り咲くことが出来たため、彼のことを信奉している。
アッサム国立士官学校で教鞭を執っていた時期があり、シギュンはその時の教え子。そのため彼女の師匠と呼べる存在でもある。この教師時代に、シギュンとほぼ同じタイミングで未来のゴゥレム戦は機動性重視の軽量型ゴゥレムが主流になるという考えに至り、エルテーミスのコンセプトを考案した。エルテーミスの方がフレイアより先に実用化されていたのは、彼が既に高い実績を積んでいたからとのこと。そのエルテーミスは、シギュンのフレイアを高低地形への対応と小回りで上回っており、彼の実力の程を窺うことが出来る。
名前の由来は、ギリシャ神話に登場する火と鍛冶を司る神ヘーパイストス。
ステンナ
捕われたシギュンの牢屋内で彼女を監視していた女性の臨時看守。重度のサディストで、顔の上半分を常に仮面を付けて隠している。13年前に軍を不名誉除隊となっていたが、政府高官などの働きかけで復帰した。
軍の暗部を知り尽くした人間で、数多くの暗殺・拷問などをこなし、なおかつ美しいもの（人間の体）を切り刻むことを非常に好み、特に美しい人物の目玉を刳り貫いてそれを宝石の様と鑑賞する異常な性癖の持ち主。副業として高級売春宿を経営しており、有力者達にあてがっているという。それらの情報の秘匿を徹底し、特に野心を見せないことから有力者達に重用されている。なおボルキュスとは折り合いが悪かったらしい。
彼女の人となりを知っていたエレアがクレオにこのことを伝え、シギュン救出決行時期を早めた事で五体満足なままシギュンは救出された。その後、ゴゥレムのプリギア・改に乗ってクレオやシギュン達の追撃任務に出撃する。
魔動戦士としての実力も相当に高く、圧力系ウィップとプレスガンを用いてクレオおよび救出に来た新生デルフィング部隊の3人を優勢に立ち回った。その後はライガットとの戦闘で機体を中破し、頭部を破壊されて尚も攻撃を行おうとするも、引き際を見極めて撤退した。帰還した後はゼスに忠誠を誓い、ミゾラム攻略の鍵としてイドーを進言した。

### オーランド

#### 教帝
教帝（第162代）
クルゾン大陸の東方にある宗教大国オーランドの幼き教帝。9歳。
何を考えているのか分からない所がある子供で、お気に入りであるリンディの夫ガイン将軍が戦死したら彼女が悲しむからという理由だけで、彼をクリシュナへの援軍の司令官から外し、派遣反対派のモラーク将軍を総司令官にした。ただしガイン自身には興味が全くなく、外された理由を質しに来た彼に素気無い態度をとった。
当初はクリシュナが滅ぼうが意に介さない様子だったが、リンディが直々に謁見して彼女に何かを言い含めたことで態度を一変、その後大参謀の所へ出向き軍を動かすよう指示を出した。

#### 最高神祇員
アルベル
最高神祇員の一人。父親も最高神祇員で更に議長を務めているため、息子の彼も強い発言力を持つ。元々は軍部にいた。
議会ではガイン将軍を支持し、クリシュナ救援のための軍派遣に賛同した。アテネスがクリシュナを滅ぼせば、次はオーランドが攻め滅ぼされるということを察知しており、それに全く気付いていない（父も含めた）最高神祇衆達が裏でクリシュナ分割統治の密約（アテネス側の真意は次の戦までの時間稼ぎ）を安易に受け入れたこととその愚かなまでの楽観さを批判し、この戦いへの参戦はオーランドの「財産」になると説き伏せた。

#### 軍人・その他
ガイン・テラ・カンガリィ・スホウ
憲章守護将軍。リンディの夫。38歳。
妻の祖国クリシュナを救うべく援軍派遣に奔走していたが、教帝の手回しで司令官から外される。自国のせいでクリシュナが攻められる事態になったため、自国はその責任を取るべきだと考えているが、腐敗しきった神祇衆上層部は誰もそう考えていなかったため孤立。独断でモラーク将軍の元へ赴いて説得するも聞き入れられず、逆にその行動を彼女に咎められる。その後も隊に居座って独自行動を取っていたが、ついにそれを理由に拘束される。だが、本国で教帝やアルベルが動いたことで戦を取り巻く状況が変化し、ガインもそのまま参戦することになった。
国境付近でイオ大佐の率いる精鋭部隊と交戦状態になったが、旧式の機体と新兵のみで編成された部隊では勝ち目が無く、モラークから拘束の真意と援軍派遣の本当の目的を明かされた上で、増援を連れてくることを要請されて一人戦場を離脱。その後、自分の直轄部隊が本部の命令で国境付近まで移動していたことで予想以上に早く合流でき、モラークの救援だけはギリギリ間に合った。
魔動戦士としてもかなりの実力を持つようで、単機でイオとレトを同時に相手取り、右手のプレスガンでイオを牽制しながら左手のプレスガンでレトを狙い、彼女の機体を小破させている。
ヨーコ・ユタ・シャーロッテ・モラーク
クリシュナへの援軍を率いる司令官として派遣された若い女将軍。32歳。口元に小さな傷があるが、普段は覆面でそれを隠している。実は軍上層部から信用されておらず、率いていた援軍は新兵と旧式ゴゥレムのみで構成された捨て駒部隊であり、彼女の本当の役目も敗戦処理だった。そのため派遣反対派で戦う意思も無いという立場を演じ、兵の損耗を避けるため長らく国境周辺に留まっていた。そこへガイン将軍が独断で面会を求めて現れたが、上層部から派遣されているであろう自分達への監視の目を考慮した彼女は、あえて彼の言い分を一切聞かず捕縛した。上層部が腐りきっているオーランド軍の行く末を心配している。
その後状況が変わって出撃命令が下されたため部隊を動かしたが、迎撃に当たったイオ大佐の精鋭部隊相手に手持ちの戦力では抗えず、ガインに事実を明かして援軍を連れて来るよう要請し、自分は時間稼ぎを引き受けて戦場に残った。だが結局部隊は全滅。彼女も止めを刺される寸前に、救援に来たガインの部隊によって助けられた。
リンディ・ネピ・デ・ゼーヨダ・スホウ
ガインの妻でホズルの妹。26歳。翻訳業に就いている。クリシュナ救援のための軍が派遣されると聞いて安堵していたが、それは建前だけの派遣に過ぎず、本当はクリシュナが見捨てられたという事実を知らなかった。
ガインが国境へ向かった後に教帝と謁見し、その後オーランド軍は戦争介入に向けて動き出した。

### 劇場アニメ版の登場人物
グレタ
声 - 井上喜久子
シギュンの要請に応じて高硬度の巨大石英を調達した貿易商の女性。

### 小説版の登場人物

#### クリシュナ王国
アリオラ
15歳・男性。ダナン小隊隊員。6歳の時、アテネス連邦からクリシュナ王国に亡命。8歳で両親を事故で失う。孤児院にその後入り、教育課程で成績優秀のためアッサム国立士官学校への国費留学を果たす。ダナン小隊配属前から天才として知られ、ダナンからは「天才少年」と呼ばれる。実際に戦闘や操縦のセンスに非常に優れており、歴戦の魔動戦士ですら真似出来ない素晴らしい動きを見せる。苦労した生い立ちから他人にあまり心を開かないが、同じ隊のジルファとはコンビの様な状態で戦う場面が多く、面倒見の良い彼に対しては少し心を開いている部分がある。自分を一蹴した蒼いエルテーミスに執着心を抱いており、必ず勝つと誓っている。
オアシスで出会ったシオンに一目惚れしている。戦闘のどさくさでシオンが落としていった傷だらけの指輪を拾ったアリオラは、イアスの勧めで指輪を研磨に出し、それが戻ってきたらもう一度彼女に会って返そうと願っている。シオンはオアシス近辺に住む民間人なのだと思い込んでおり、彼女が蒼いエルテーミスを駆る宿敵であることには気付いていない。決死隊に選抜されてしまったため、最後に彼女に会えないかと考えたアリオラはオアシスへと向かい、そこで水の調達に来ていたシオンと再会した。
実は幼い頃、アテネスの街でシオンと出会ってとても大切な友達になっているが、当初はお互いの正体に気付いていなかった。一騎討ちで倒した蒼いエルテーミスの搭乗士がシオンだということを知ってショックを受けていたが、さらに研磨を終えて本当の姿を取り戻した指輪を見て幼い頃のシオンとの思い出が蘇り、また指輪に刻まれていた紋章から彼女の正体も悟り、複雑な心境におかれる。
王都へ向かう途中はお互いに微妙な空気のままだったが、オーランド軍に襲われたイエンタウの援軍としてシオンと共闘する内に、互いの想いを機体越しに伝え合う。最後の大詰めで機体を失ったシオンを自機に回収したアリオラは、共に手を取り合って2人分の魔力でロングプレスガンを放ち、オーランド軍の指揮官を倒した。その後、生き残った全員でジルファを看取った後に姿を消したシオンが、オアシスで自分を待っていると確信したアリオラは、ダナン・イアスの2人と分かれて一人彼女の元へと向かった。
ダナン
19歳・女性。一等重騎士。ダナン小隊の隊長を務める。少し前まで、トゥル将軍旗下のドラウプニル重騎士団に所属していた優秀な人材。アリオラの才能を認めているが、同時に嫉妬もしている。王都へ攻撃を仕掛けてきたワルキレウス部隊との戦闘で怪我を負い、療養のため一時騎士団を離れたが、怪我が治っても原隊復帰は叶わず西部国境守備軍へと回された。斃された際、デルフィングがエルテーミスと交戦状態に入ったおかげで命が助かっており、当時まだ軍属ですらない民間人で、しかも「能無し」だった男に命を救われたという事実に屈辱を感じている。
かなり勝気な性格だが、王都で負傷した際の恐怖心がトラウマになっており、蒼いエルテーミスとの遭遇でそれを思い出してしまった彼女は、銃口を前にすると身体が竦むようになってしまっている。
そんな中、ボルキュス率いる軍勢に少数で攻撃を仕掛ける決死隊（戦争終結後、ミゾラム要塞は何もせずボルキュスを通過させたと責任追及されないための人身御供）に、ダナン小隊が選抜されてしまう。絶望的な戦いの中それでも隊を率いて何とか生き残った彼女は、一連の戦いで捕虜になったシオンを伴って王都へ向かう途中、オーランドが裏切ってイエンタウに攻め込んできたという報を携えた伝令に出会う。救援を待っていたら間に合わないと判断したダナンは、疲弊した小隊と共闘を申し出てきたシオンを率いて援軍に向かい、アテネス独立小隊とも手を取り合ってこれを撃退。ジルファの最期を看取った翌朝、イアスと共に王都に帰還した。
イアス
25歳・男性。ダナン小隊隊員。ダナンとは幼馴染。面倒見が良く、幼馴染のダナンや一匹狼的な所があるアリオラへの気配りもお手の物。元はシギュンの配下で、ファブニル改良の技術士を務めていたが、戦況の悪化に伴う配置換えで一ヶ月前に魔動戦士に転向したという変り種の人物。
中々の戦闘センスを持ち、数回の実戦でダナンに迫るほどの実力を身につけた。本人は気付いていなかったが、特に射撃面で非凡な才能を見せる。それに気付いたアリオラからの報告と、訓練でそれを実感したダナンに命令され、ロングプレスガンを扱う狙撃兵へと転向する。イエンタウでの戦いも生き残り、ダナンと共に王都に帰還した。
ジルファ
50がらみの男性。ダナン小隊隊員。王都に妻と子を残しており、この戦争を生き残って家族に再会するのが目標。小隊最年長の魔動戦士だが、かつては教師だったため生え抜きの戦士というわけではない。アリオラの非凡な操縦センスにいつも驚かされている。
教師だった経験からかアリオラのような少年の面倒をみるのはお手の物で、彼も心を開いていた相手だった。捕虜にしたシオンの面倒も主に見ており、彼女も少し心を開いていた。決死隊に選ばれてなおしぶとく生き残り続けてきたが、イエンタウの戦いで遂に被弾して重傷を負う。だがそれを隠して戦い続けたため、手遅れとなったジルファは、戦が終わった後に生き残った者全員に看取られながら息を引き取った。今際の際に「国に真の友はいないが、人と人は国を越えて分かり合える」と語り、その場の全員にそれぞれの国に帰れと言い残した。

#### アテネス連邦
シオン
15歳・女性。この小説のヒロイン。蒼いエルテーミスの操縦士で、独立小隊の隊長。アリオラをも一方的に翻弄するほどの天才魔動戦士で、ゼスの再設計案が適用されていない未改修のエルテーミスを手足のように自在に操れる。ごく薄い褐色の肌と長い黒髪、人目を引く美貌を持つ。その肌色はクリシュナ出身の父親から受け継いだもの。父親は当時のクリシュナ王族。異父兄のドーファンから密命を帯びてクリシュナに潜入しているが、彼女の本当の目的は兄の野望を叶えるとではなく、戦後のクリシュナ王国を守るため。
オアシスで水浴びをしている時にアリオラと出会う。彼がクリシュナの魔動戦士であることはすぐに判ったが、折悪く発生した部下達とダナン小隊の戦闘に巻き込まれ、王族を証明する大事な指輪を落としてしまい、それを拾ったアリオラから回収することが出来ないままに別れてしまう。そうして、母から貰った父親を証明する物であり、作戦に必要不可欠でもあるその指輪を取り戻すため、ダナン小隊を執拗に追跡するようになる。
指輪奪還のための襲撃でアリオラのファブニルを戦闘不能にまで追い込むが、知り合ってしまった彼にどうしても止めを刺すことが出来ず、イアスの狙撃援護と増援の到着で不利を悟り退いた。その後、水の調達で再度訪れた夜のオアシスでアリオラと再会。しかしアリオラは指輪を持ってきておらず、また会いに来ると言い残してすぐその場を去ったシオンは、その言葉のとおりに戦場でアリオラに戦いを挑む。しかし激戦の末に彼に敗れたシオンは、ダメージを負ったエルテーミス共々ダナン小隊に囚われた。
実は幼い頃、アテネスの街でアリオラと出会ってとても仲の良い友達になっているが、当初はお互いの正体に気付いていなかった。アリオラとの戦いに敗れて捕虜になった際に彼のことに気付いたが、しばらくは伏せたままにしていた。彼女がクリシュナを救おうとしていた理由には、父の祖国であるだけでなく、幼い頃別れたアリオラが住んでいる国だからというものもあった。
王都へ護送される途中、オーランド軍が港町イエンタウを襲っているという報を受けたダナンに対してシオンは共闘を持ちかけ、自分を救出するため後を追尾していた独立小隊にも共闘の命令を下して戦いに参戦する。その戦いの大詰めで、エルテーミスを囮に使ってアリオラを援護したため自機を失ったシオンは、彼のファブニルに乗って2人で手を取り合い敵指揮官に止めの一撃を放つ。そうしてオーランド軍を退けたあと、ジルファを看取ったシオンは朝になる前に生き残った全員の前から姿を消した。
ルエル
26歳・女性。独立小隊副隊長。シオンの兄ドーファンの婚約者。まだイリオス連邦兵学校の学生だった頃にドーファンと出会い見初められている。ドーファンから託されたある「計画」を成功させるためシオンと共に行動している。殆ど成功の可能性は無いが、さりとて失敗すれば自分だけでなくドーファンの命すら失われるこの作戦を、是が非でも成功させようと心に誓っている。マキノの気持ちには気付いているが、それに応えることは出来ない。
シオンが囚われた後、救出するためにダナン小隊を追尾していたが、イエンタウを救おうと決めたシオンの命令でダナン小隊と共闘を行った。戦いの後ジルファの遺言を受けたルエルは、作戦よりも大切なことがあると、マキノを伴ってアテネスに帰還した。
マキノ
男性。独立小隊隊員。ルエルのことが好きだが、本人的には表には出していないつもり。イエンタウでの戦いでもルエルを守って盾になりながらも生き残り、彼女と共にアテネスに帰還した。
ガリスン
中年男性。独立小隊隊員。若輩者の癖に隊長に収まったシオンのことが気に食わず、常に反抗的な態度をとる。実は新婚で、国に残してきた妻のため、成功失敗を問わず支払われる高額報酬（10年働かなくても生きていける額らしい）目当てに小隊に参加した。イエンタウでの戦いで孤立して追い詰められ、周囲をオーランド軍に囲まれたガリスンは、最後に妻の事を想いながら突貫して戦死した。
ドーファン
33歳・男性。アテネス連邦高等政務官。ロキス書記長とは水面下で対立している派閥に所属する。イリオス連邦兵学校に特別講師として訪れた際にルエルと恋仲になり、結婚を約束している。シオンの異父兄だが、妹の存在は1ヶ月前まで知らなかった。
かつて政治士官だった彼らの母親は、ドーファンが18の時に他所の男の子供を身篭り失踪。政務を投げ出した母を持つというハンデを背負ったドーファンは、苦労して高等政務官の地位まで上り詰めた。その母親が失踪後に産んだ子供がシオン。彼女の父親がクリシュナの王族であることを知ったドーファンはある野望を抱くようになり、それを叶えるための極秘計画を立案して妹と婚約者にそれを託した。

## 魔動巨兵（ゴゥレム）

### クリシュナ王国製
デルフィング
ビノンテン郊外の石英採掘場で発見された、推定千年前の古代（アンダー）ゴゥレム。
本来の名称は不明で、発掘後にコードネームとして現在の名が付けられた。頭部と背中にある、折れた剣の角と背鰭（はいき）が外観上の特徴。ナルヴィが角を見て「壊れた刃」の意味で、ボルキュスは桁外れの運動性能と攻撃力を「破壊を象徴する刃」の意味で「ブレイクブレイド」と発言している。実際にアテネス軍からはその戦功から”将軍殺し”と称されている。
操縦士の魔力が動力源の現代のゴゥレムとは異なり、デルフィングは動力炉を搭載している。インナーフレームは現代のゴゥレムと同じく全て石英製だが、解析出来ない程高度な石英精製技術で造られておりすさまじい強度を持つため、現代の技術者では解体はおろか整備すら出来ない。コックピット形式も現在の機体と異なり、全天モニタでなく視界が狭い代わりに映りは鮮明。モニタには他にも機体の稼働状況や外部センサー情報が表示され、｢外部メイン冷却システム｣がエラーとなっており、そのためか稼働時間が極端に短く、全力稼動で10 - 30分程度動いた後は24時間冷却のため動けなくなる。稼働時間が0になって以降も、僅かにリザーブされた動力が存在し、確実性は無いもののトリガーを長押しすることでごく短い時間稼働させることが出来る。またシギュン曰く、動力の蓄積量が上がってきていることで、特に日中は稼働時間が長くなるという。
操作石英に魔力を送って操縦する現代のゴゥレムとは異なり、デルフィングの操縦は全て手動で行う。ただ、搭乗士の予測運用スキルに合わせて機体の方で自動稼動システムによる補助が行われるため、全くの素人でもある程度は戦闘機動が取れる。通常操縦の方も、搭乗士の頭の動きや視線をセンサーがトレースして頭部とカメラを動かし、足で下半身を、腕で上半身を操る仕様のため、ある程度直感的な操縦が可能。
千年の時を越えて尚、未整備のままで最新型ゴゥレムですら足元にも及ばない常識外の靭帯馬力・加速力・跳躍力を発揮し、解析不能技術で作られたインナーフレームは非常に強靭。その反面、柔軟系石英の精製技術は非常に稚拙であるなど、アンバランスなところがある機体。検分したシギュンは、何か最後の使命を果たすためだけに突貫的に造られた様を思わせるとの所感を述べている。モニターに表示される文字は全て古代語で、その古代語が日本語と英語（日本語をメインに表示し、サブとして英語のルビが振られる形式）なのも謎の一つ。発掘時に付けられていた元々の胸部装甲にも、古代語で「運命に抗おう」という言葉が刻まれていた。更に「能無し」であるライガット以外の人間では起動すらできない（外部を映した際に現在の人間は「不特定生物」とモニターに表示された）など、数多くの謎を秘めている。
ライガットが魔力無者であるためプレスガンは使用できないが、その尋常ならざる靭帯馬力で、従来のゴゥレムでは保持すらままならない超重量の武器や装甲を装備し軽々と扱える。それらの装備は全て後付けされたもので、シギュンが専属で設計している。このため、話の展開にあわせて機体の外観が大きく変化していくのが特徴。
着地時には地形に自動適応して態勢を整えるなど、ある程度の自律行動機能が備わっている模様。特に搭乗者の意識が不明である場合などの予測運用スキルの使用用途が不明瞭な際には、運用状態が初期設定「Lindy 01 プロトコル」へと移行し、周囲の機体を、自機に接近あるいは攻撃などに行動に対する「脅威判定」に基づいて敵味方問わず自動的に反撃する。この状態にある間は頭部のカメラアイ部分が点滅し、搭乗者の意識の回復が機体側から確認され次第、この自律行動は中断される。劇中の描写から、このモードの動力消費は非常に激しいことがうかがえる。
機体のアナウンスから、本来の機体名称は「NM20561107-A02」で、登録された搭乗者はライガットで3人目である模様。またゼス曰く古代ゴゥレムに関する情報をオーランドが握っているらしいが、詳細は不明。
名前の由来は、北欧神話に登場する魔剣・ティルヴィング。
第一形態
発掘された際のデルフィング。
石英精製技術の問題で曲面が難しく、全体的に直線的で角張った無骨な印象のこの時代のゴゥレムに比べ、曲面を多用した先進的な印象のデザインとなっている。しかし、外部装甲の石英は腐食して気泡だらけになっており、対人散弾でも貫通するほど脆くなっていた。発掘されたばかりで何も武装しておらず、ライガットもまだまともに操縦できなかったためゼスのエルテーミスに簡単にあしらわれた。
第二形態
腐食した装甲の代わりに、仮留めしただけの軽装甲を施されたデルフィング。
ゼスと直談判を求めるライガットの要望で使者の旗を持ち、非武装で出撃した。交渉が決裂した後は逃げに徹していたが、リィのエルテーミスに発見され戦闘に入る。この際に腹部にプレスガンでのゼロ距離連続射撃を受けており、停戦期間中の検分でインナーフレームに損傷が確認されている。トゥル将軍の部隊が戦場に落としていった超重量大剣とランスで応戦し、これを撃破した。
第三形態
多重装甲モード（10 - 12話）のデルフィング。
遠距離狙撃を主とするワルキウレス部隊に接近するため、デルフィングに中破したファブニルの装甲板から作られた急造多重装甲を装着している。更に両腕部に重ね合わせた多重盾を装備し、その上で右腕に超重量大剣、左腕に長剣を装備している。追加装甲で固められた上半身はほぼ可動不能で、格闘性能は80%ダウンしているため、装甲装着中には突進以外不可能。
規格外の機体にあわせた規格外の超重量となっているにも関わらず、その加速力・走行速度は未だ常識外の領域にあり、装甲を外して機動力を高めたバルド旗下の部隊ですら振り切ったワルキウレス部隊に追いつき、アルガスのエルテーミスを体当たりで粉砕するほどの速度と突貫力を見せた。その直後に迎撃を受けるも、弾丸を弾き返す程の防御力を見せつけワルキウレス部隊を動揺させた。
握力最大でパージ可能。パージ後も頭部、胸部、脚部の装甲は残る。
第四形態
新多重装甲モード（22話 - 23話）のデルフィング。
デルフィング専用武装と共に開発された新型多重装甲を装着している。多重装甲は三層構造で、デルフィング本体もこの多重装甲を装着するための専用の装甲に換装されている。急造品だった以前の物とは違い全体的に戦闘用に改良されており、装甲を装着したままでも格闘戦が可能となっている。頭部への追加装甲は施されておらず、パージ後は胸部、脚部の装甲が残る。「イーストシミター」「三節棍」「ネイルダーツホルダー」等の重武装が施されており、特に突貫力は右腕にジョイントで固定された「重長槍」により大幅に向上。
長距離助走により加速したデルフィングが敵ゴゥレム部隊を蹴散らしながら突撃し、たった一機で敵の左翼部隊を突崩す活躍を見せた。
第五形態
王都防衛用3型多重装甲モード（49話 - 50話前編・後編）のデルフィング。パラメーターは装甲強度18、上半身フレーム強度29、下半身フレーム強度31、運動性35、コスト56、安全性0。
ペグー山麓の村 - ベクトリア峠までの戦闘とその後の崖下への転落によって、右手第二指、背鰭、肘部衝撃吸収棒などの修復できないオリジナルパーツまで損傷し、機体性能が低下したデルフィングを再度戦闘可能にするため設計された。
王都防衛にピンポイントに特化した形態となっており、機動性を重視してか増設された装甲は上半身に集約されており、特に肩から胸にかけての板状の正面装甲は厚い。正面装甲は盾として使うこともできるよう設計されている。武装はいつも通りに特別製ばかりで、二つの巨大手裏剣「スローイングブレイド（デザインは三方手裏剣と十字手裏剣）」、増設装甲内部に隠されている「イーストシミター」、右腕に「ネイルダーツ×2」、背面に「大剣」を装備している。
大剣は第四形態の重長槍の反省を活かして刃先まで一体成型となっているが、活躍の場は少なかった。スローイングブレイドは大規模破壊を想定した投擲武器で、現在の技術では研磨すら難しい高剛性石英を芯材に様々な硬度の石英をかませ、デルフィングの力で強引にプレスして「鍛造」することで、そう簡単には破壊されることのない大陸最硬度の武器として完成している。
人柱（サクリファイス）作戦において、ボルキュス率いる本隊を城門を通過するための直線通路に誘い込んだライガットは、周囲を固めていた多数（少なくとも二十機以上は描かれている）の護衛ゴゥレムを二つのスローイングブレイドの投擲で一掃。ボルキュスとの一騎討ちに持ち込み、左手首を失いつつもイーストシミターと足技を組み合わせたジルグを想起させる動きで彼を追い詰め、クリシュナを勝利へと導いた。
第五形態（アニメオリジナル）
ボルキュス大隊を迎え撃つべく、一部急造の追加装甲を施されたデルフィング。アニメオリジナルの形態となる。
高硬度の石英で製造された十文字型巨大投擲武器「ライデ」を装備する。「ライデ」は石英靱帯を縒り合わせたザイルによって変則的かつ、リーチのある攻撃を繰り返すことができる。追加装甲は各部にスリットがあり機体の冷却がされやすいよう設計されている。そのためか、稼動可能時間が480分と今までより長い時間動くことが可能になった。また左肩にネイルダーツボックスを装着している（突貫で製作したため右肩のみ装甲が完成していなかった）。
第六形態（仮称）
シギュン奪還のために、彼女の残した新装備によってライガットと共に戦線に復帰したデルフィング。人柱作戦後の形態名に明確な呼称および設定資料がないためあくまで仮称とする。
失った左手首にはフック状の義手が取り付けられており、それを隠すように左肩に外套を装備している。機動性を高めるため大がかりな追加装甲の類は装備されていない。主武装は右腰の「イーストシミター」。
アッサム国立士官学校跡地でのゼスとの戦闘では、初の射撃武器となる義手と接続された投石銃を披露した。デルフィングの靭帯馬力で弾を投射するため威力はプレスガンとは比較にならず、地に穴を開けるほどに強力だが、プレデリカの狙撃によって破壊された。また「イーストシミター」を通常の太刀型に加え鉈状のものも装備し、この二振りを右手のみで駆使する片手二刀流で反撃の隙を与えないなど、ライガットの操縦技術の向上と相まって左手首の欠損をものともしない動きを見せた。
ステンナ戦では左腕にファブニル・サクラ機が装備していた多重シールドを装備。ミゾラム要塞帰還後、装甲の交換など再度調整を受け、左手に固定式のシールド、外套の中に修理した十文字型の「スローイングブレイド」を装備してナルヴィ救出へと向かい、道中でへケラを撃破した。
続く風波回廊でのアーレス隊との戦闘では、「スローイングブレイド」によって土砂崩れを引き起こして多数の敵を生き埋めにし、アーレスとの一騎打ちへと持ち込んだ。この戦闘の中で初めて初期設定による自律行動を見せ、アーレスの駆るボレアスを二度にわたって投げ飛ばすなど、高度な戦法を見せた。「イーストシミター」を途中折られ拘束されるも、その怪力でボレアスを逆に持ち上げ、刀身を胸部装甲に立てて敵自身の自重によって突き刺すという奇策でアーレスに勝利した。
第七形態(仮称)
アッサム首都ティブガルにて行われる処刑を阻止する際、シギュンが考案した8型強行戦術装甲を身にまとったデルフィング。第六形態と同じく明確な呼称および設定資料が無い為第七形態と仮称する。
上半身を中心に増加装甲が施され、左肩には鏃のような質量武器と、その根元から頭部と腹部を覆うように装着された装甲が目を引く。右肩には増加装甲と共に投石銃を発展させたと思われる遠距離武器が新たに装備されており、付属する紐を引く事で滑車が回転し杭を射出する仕組みになっている。最大4発まで発射可能。その他の武装として右脇にはイーストシミターを装備しているが、外見とは裏腹に武装はかなり少ない。
作中ではティブガル攻防戦において命令違反を犯したライガットと共に出撃。右肩の投石紐による射撃で城壁上のダヴェド一機を吹き飛ばし、驚異的な跳躍力と左肩の質量武器を駆使してティブガルの堅牢な城門を一撃で破壊。首都侵入後、十数機のダヴェドによる集中砲火を受けながらも肉薄し、アッサムの星が駆るプリンス・ダヴェドと死闘を繰り広げた。ライガットの付け焼き刃の剣術では、長年技を磨き続けたアッサムの星には通用せず窮地に立たされるが、イーストシミターによる剣戟をブラフとして本命の蹴りをお見舞する2段構えによって辛くも勝利を収めた。

ファブニル（6型）
クリシュナ王国軍の量産型ゴゥレム。中重級。パラメーターは装甲強度5、上半身フレーム強度5、下半身フレーム強度4、運動性4、コスト3、安全性9。
元々は完全なディフィンスタイプで、設計も古い旧式ゴゥレム。背中に武器を収納するための大型のバックホルダーを持つ。プレスガン「ギャラルシグマ」と盾「スクトゥム・シータ」を装備し、背中に各々得意な格闘武器を携行するスタイルが一般的。狙撃兵はギャラルシグマをロングプレスガンに改造した物を使用している。格闘武器は槍「ヘビーランス4型」やセミスパタ「ガンテ2型」に、扱いの難しさから使用者があまり居ない斬撃剣「イーストシミター」もある。コックピットは胸部から腹部。ハッチは腹背。
現在使用されている6型は、シギュン率いる設計チームによって総合改修されたもので、腕部の運動性向上によって射角の広範囲化や格闘性能が向上したことで、様々な作戦に対応可能となっている。それでも旧式なのは否めず、侵入してきたエルテーミスの機動力には翻弄されるばかりだった。アテネスの量産機ラドゥンが相手ならば互角に戦えるが、精鋭が搭乗しているカスタム機や重ゴゥレム相手では性能差がかなり厳しい。
小国の上、軍備増強にそれほど熱心でもなかったクリシュナでは、将官クラスでもこのファブニルに搭乗している。ある程度階級が上の高位魔動戦士の機体は、頭部デザインや機体色の変更などいくらかのカスタム化が行われているが、機体の性能は一般用も士官用もほとんど変わらない。機体色はアニメ版では青みのある暗緑色。原作では現在までカラーで描かれていないが、クリシュナの正式カラーが赤で、デルフィング第三形態の装甲に流用された中破したファブニルの装甲が赤であることから、原作版では赤の可能性もある。
下記の機体の他にも運搬用の非武装型、要人送迎用など様々なタイプが存在する。
名前の由来は、北欧神話などに登場するドワーフ・ファフニール。
バルド機
機体色はグレーに近い茶色。機体に施されたパーソナルマークは盾を意匠化した物。エルテーミスに対処するため、一時的に自機の大部分の装甲を排したことがある。それ以外にはこれといって特徴的な点もなく、頭部のデザインも微妙に違うものの、他の機体とほとんど区別が付かない。バルド機の装備面で唯一他と違う点は、盾が強化型の「スクトゥム・イオタ」であること。重量と引き換えに二重装甲とすることで、シータより防御力が上がっている。
トゥル機
機体色は黄土色。機体に施されたパーソナルマークはクリシュナ国旗を元にした物。頭部デザインの違いがかなり分かりやすく、目に当たる部分のスリットが左右つながっている。基本装備はプレスガン2丁。石英靭帯を6束使った豪腕ゴゥレムで、超重量大剣を両手使用ではあるが一応保持できた（なおデルフィングは片手で棒切れの様に扱える）。
西部国境線に向かう途中アテネス軍の奇襲を受け、ギラトスのシザーソーで両断された。
サクラ機
機体色は白。石英靭帯強化版ハイパワー型ゴゥレムにあたる。機体に施されたパーソナルマークは桜花を意匠化した物。バックホルダーにはイーストシミターを装備。両腕には、彼女しか扱えないと言われる王国最重量盾「多重シールド」を装備しているため、見た目にも他との違いが判り易い。多重シールドは二枚一組になっており、各々を個別に使うのではなく左右を合体させて一つの巨大な盾として使用する。この内片方を、シギュン救出作戦時にデルフィングに貸与している。
後にハイパワー型ゴゥレムの増産が決まり、旧型のこの機体は傭兵として派遣されたクレオに新型の多重シールドと共に移譲された（旧型の多重シールドはステンナ戦で大破してしまったため）。
劇場版では戦鎚を装備しており、ビノンテン攻防戦ではボルキュスを相手に奮戦した。
ナルヴィ機
機体色はピンク（両肩は白）。機体に施されたパーソナルマークはスペードを意匠化した物。装備の構成は一般用と同じだが、射撃を重視してバレルを延長した特製ガン（銃剣無し）を使用している。アラカン荒野への出撃時には肩の装甲を削減していた。ベクトリア峠でギラトスに撃破される。その後ナルヴィはフレイアに乗り換えたため、以降劇中では登場しない。
ナイル機
機体色は緑（両肩は白）。機体に施されたパーソナルマークは短剣を意匠化した物。クリシュナ随一の槍使いであるナイルに合わせ、プレスガンよりランスの方をメインに使用する格闘戦仕様。アラカン荒野への出撃時には肩の装甲を削減していた。
ロギン機
機体色は土色。ギャラルシグマを改造したロングプレスガンのみを装備し、他の武装は見当たらない。パーソナルマークは無し。アラカン荒野への出撃時には肩の装甲を削減していた。ロギンが左利きなので、左腕でロングプレスガンを扱う。
エルザ機
機体色は青（アニメ版）。プレスガン2丁とシールドを装備する機体。重量増加を嫌って格闘武器は装備していない。シールドはバックホルダーに携帯したままで使用されなかった。パーソナルマークは見当たらないが、肩装甲のペイントが他と異なる。ヒュケリオンのスコルピオンテールに胴体を貫かれ撃破された。
サガレス機
左手にシールドの代わりに格闘戦用のナックル系武装を装備した強襲型。ヘケラ将軍に夜襲を仕掛け、機体ごと彼を捕縛する戦果を挙げた。
6-st型
機体色は白。ミゾラム要塞で生産された、クリシュナ初の多岐動力管制型ゴゥレム。概略設計をシギュンが行い、イヴァルディが引き継いだ。外付石英靭帯によるハイパワーが特徴的だが、並の搭乗士では扱えないためミゾラム要塞の倉庫で眠っていた。新生デルフィング部隊発足時に適正の認められたフォルセが受領した。
ナックルガードがついたシールドと、射程距離の優位性は無いものの火力が高い垂直二連式プレスガン（直列双発プレスガン）を装備する。
6-ca型
要人などをゴゥレムで送迎する際に運用されるファブニル。胸部パーツを1.3倍に拡張し、最大5人まで搭乗可能。居住性を重視したことで重量過多となり、格闘性能が著しく低下している。
バックステーに外付けで装着できる簡易シートも存在する。
エルテーミス（クリシュナ軍仕様）
ワルキウレス部隊との戦いで複数のエルテーミスを鹵獲・回収したクリシュナ王国が、一番損傷の少なかったゼス機をベースにシギュン立案の再利用計画の下でこれを復元し、扱い易くなるようデチューンを施した機体。識別のためクリシュナ王国軍の正式カラーである赤色にペイントされ、クリシュナのマークを入れられた。全長やパラメータはアテネス軍の物と同じ。損傷が激しかった胸部装甲はクリシュナ軍仕様（ファブニルのものに酷似）のものに変更されている他、腰部装甲や、膝部の肉抜きなどにも微妙な変更が加わっている。
デチューンされているにもかかわらず並の魔動戦士では手に余り、搭乗士としてジルグが選ばれ（ナルヴィも候補に挙がっていた）、ミレニル部隊の戦力に組み込まれた。その後はジルグの操縦技量も相まって驚異的な戦果を挙げた。バデス率いるスペルタ部隊との戦闘において、単機でこれを迎え撃ち敵部隊の全滅と引き換えに破壊される。
また、休戦協定時に回収された際のデルフィングの両腕のフレーム損傷は、ジルグとの決闘の際のものと思われる。プレスガン本体はクリシュナの一般的な型であるが、銃剣だけは独自の形をしている。原作では重量増加を嫌ってか盾は「スクトゥム・シータ」を装備しているが、アニメ版では強化型の二層盾「スクトゥム・イオタ」を装備している。
フレイア（1型）
この戦争が始まってからシギュンが開発した新型の試作ゴゥレム。機体色は赤。パラメーターは装甲強度3、上半身フレーム強度1、下半身フレーム強度10、運動性9、コスト6、安全性4。
クリシュナ初となる機動性重視の軽量型ゴゥレムで、シギュンが学生の頃（考案時期はドクター・ヘパイスとほぼ同じ）からコンセプト自体は考案されていたが、彼女の力がまだ王室に認められていなかったためお蔵入りになっていた。その後、王都ビノンテンを襲撃したエルテーミスの脅威的な性能に加え、これまでの実績からシギュン自身の実力も認められていたことで再び機体開発が始まったという経緯を持つ。
頭部形状などはファブニルに似ているものの、中身はほとんど別物。全体的にスマートなシルエットとなっている。肩と背中にある鰭のような抵抗尾翼が一番の外見的特徴。運動性が限界まで重視され、平地での直線スピードはエルテーミス以上だが、高低地形への対応と小回りが今後の改良課題。エルテーミス系の様な跳躍補正装置の有無は不明。
弱点は上半身フレームの強度が非常に脆いことで、格闘戦はほぼ不可能なために射撃戦重視となっている。装備しているロングプレスガンは長距離射撃機用として補正なしで撃てるように新規開発されたもので、ファブニルが携行している従来のプレスガンとは別物。ボルキュスと結んだ20日間の停戦期間中に試作機が完成したので量産はされておらず、ビノンテン攻略戦時はナルヴィが受領している1台のみの配備だった。

デルフィング2型
正式名フレイア2型。頭部、胸部、肩などにデルフィングに似せた装甲を取り付け偽装したフレイア。クリシュナの英雄である機体となったデルフィングの影響力を利用したもの。機体色は改造元と同じく赤。新生デルフィング部隊に支給された。
脚部、腕部も細かなところで元機との相違点があるが、これを見たビノンテン攻防戦の帰還兵は、本物と見分けることが出来なかったほどにシルエットは酷似している。また、デルフィングが量産されたかもしれないという疑念を相手に抱かせた。
中身はフレイアのままなため格闘戦はほぼ不可能。プレスガンによる射撃メインのスタイルもそのまま。ナルヴィ救出の際にフォルセとグンナルが受領した。フォルセ機は1型と同様のロングプレスガンとシールドを、グンナル機はファブニル・ロギン機と同様の改造ロングプレスガンを装備する。ティブガル攻防戦時にはナルヴィも搭乗している。　

### アテネス連邦製
エルテーミス
アテネス連邦が開発した最新の軽量型ゴゥレム。機体色は黄色であるが、設定資料集では白いエルテーミスも描かれている。全長12メイル（約9.9メートル）。パラメーターは装甲強度4、上半身フレーム強度4、下半身フレーム強度9、運動性9、コスト8、安全性2。
設計者はドクター・ヘパイス。多くの魔動戦士が受領を断ったという曰く付きの機体。動力管制の難しさと脚部の脆さによる着地の難しさが欠点（改修後も完全には解決していない）で、操縦できるセンスを持つ者は高位魔動戦士の中でも更に限られる。劇中でもリィ機が高機動中に脚を撃たれたことで、二転三転しながら地面に激突して自滅同然に戦闘不能に陥っており、操縦ミスが命取りになる危険性が暗示されている。
全部で10台製造されたが、4台は訓練中の着地失敗で大破して残ったのは6台。事故の多発に加えて死亡者まで出したことから軍内では「欠陥機」という評価を下され、実戦配備は見送られた。しかし、その突出した運動性能に着目したゼスによって安全性の向上を図った再設計案が提出され、それに則って改修された5台が黄色に塗装されてワルキウレス部隊で使用された。この部隊の出した戦果によりエルテーミスは再評価され、再び脚光を浴びることとなった。
胴体には高位魔動戦士にしか扱えない跳躍補正装置（圧縮空気だけを噴射するプレスガンのような物。上体左右に1つずつ配置されている）が内蔵され、従来のゴゥレムに比べて非常に高い跳躍力（約10メイル）と機動力を誇る。細身の機体各部に空力を意識したパーツがつけられており、跳躍補正装置を取り巻く3基のスタビライザー状の背鰭、張り出した肩部装甲が前後に展開してダイブブレーキとなる他、後頭部のフェアリングも僅かではあるがエアブレーキの役割を果たしている。長射程のロングプレスガン「キプネス16」とカイト・シャープド・シールド4号のみを装備し、敵の射程外から撃って倒すのが主な戦い方。ゼス機のロングプレスガンは特別製の大口径仕様（弾丸の大きさは通常の倍程もある）で、驚異的な威力を見せており、通常型でもファブニルの射程外からやすやすと撃破可能な威力を有する。フレーム強度と引き換えに軽量化が優先されているため格闘戦にはあまり適さないが、優れた乗り手ならその身軽さを活かしての三次元的な格闘も行える。
名前の由来は、ギリシア神話の女神・アルテミス。
シオン機
外伝小説に登場する、蒼色にペイントされたエルテーミス。残った6台の機体の内、ワルキウレス部隊に引き取られなかった最後の1台がどうなったか本編では言及されていなかったが、シオンが受領していた。
しばらくは次世代機開発のための実験機として使われていたが、テストパイロット達からも敬遠されて乗り手が居なくなり、解体されてシートを被せられたまま格納庫の片隅で死蔵されていた。未改修の機体であるため、脚部の脆さを含めた機体バランスは開発時のままで、改修されたワルキウレス部隊仕様のエルテーミスより操縦難易度は上。この機体はドーファンの独断によって極秘に実戦配備されたもので、格納庫のシートの中身はダミーに摩り替わっている。
エルテーミス・ネオス
アテネス連邦が開発したエルテーミスの新型。パラメーターは装甲強度2、上半身フレーム強度3、下半身フレーム強度9、運動性9、コスト9、安全性5。
設計自体は終わっていたが、旧エルテーミスが事故多発で欠陥機扱いされたため、計画段階で凍結されていた。その後、ワルキウレス部隊の活躍によりエルテーミスが再評価されたことで、計画が再開されて完成に至った。
ネオスの頭部は、旧エルテーミスにあった頭部の垂直尾翼とフェアリングは無くなっていて、丸い形状になっている。上半身の装甲枚数を減らして軽量化することで、旧エルテーミス以上の着地安全性を実現したが、パーツ数が1.3倍に膨れ上がったため量産化は見送られた。生産された数台はスペルタ部隊に支給されている。旧エルテーミスより汎用性が高くなっており、基本装備のキプネス16に加えて収納式ナイフが新たに装備された他、2丁の短銃を装備した機体もあった。
エルテーミスエレティコス
エルテーミス・ネオスの遺棄パーツを用いて造られた機体で、ゼスはこれをエルテーミス系の亡霊と称している。原型機に比べてややのっぺりとした印象。レクシアスを失ったゼスが搭乗し、訓練中の機体にも関わらずこれを見たイオからは使い古された機体の様に思われた。ゼスがドクター・へパイスに依頼した復刻版エルテーミスにあたるかどうかは不明。
訓練用とは別にもう1機存在するらしく、柄を連結させることが出来る「イーストシミター」によく似た刀を装備している。
ヒュケリオン
アテネス連邦のボルキュス将軍専用重量級ゴゥレム。パラメーターは装甲強度7、上半身フレーム強度13、下半身フレーム強度15、運動性7、コスト36、安全性4。
初期に開発された多岐動力管制型の指揮官用重ゴゥレムで、計3台製造され他の将軍も受領している（ヘケラ将軍の搭乗機がそのうちの1台と思われるが、詳細は不明）。しかしボルキュス将軍のものは、更に彼の好みにかつ実戦的な大改修を施され、初期コンセプトから大きく外れた全く別物の機体となっており、現在ではアテネス製ゴゥレムの系譜から外れた異様な存在として認識されている。
右腕に打突武器「ニードル」、左腕に内蔵プレスガン、両膝側面に短距離簡易型の脚部プレスガン、両肩に多関節武器「スコルピオンテール」を装備する。これに加え、通常のプレスガン、剣、シールドまで携行しているという、多数の武器で身を固めた化物機体。そのため、まともに操縦するには搭乗士に相当量の魔力が必要（普通の高位魔動戦士では移動させるだけで手一杯）。だが追加装備の代償として、肥大化した重量を軽減するために腰周りが無装甲、上腕部と大腿部の装甲も削られているなど、威圧的な見た目に反して防御力の低いゴゥレムとなっている。
この機体の特徴となっているスコルピオンテールは、エルテーミスの生みの親でもあるドクター・ヘパイスが設計したもの。この武器は、肩の石英靱帯による回転盤と本体の石英靱帯で制御されており、鞭のように反動で振るう。回転盤はたった10回の使用で磨耗により交換が必要、6つの関節のうち実際に操作できるのは2関節のみ、扱いに失敗すると反動で自身をも破壊してしまうという危険な代物であるため、武器としての評価は低い。しかし、使いこなせれば絶大な力を発揮する。
ペグー山麓の村での戦いでデルフィングに右肩のスコルピオンテールを破壊されたため、王都決戦においてはスコルピオンテールは左肩のみ、右手に大剣、左手にプレスガンという装備で戦った。人柱作戦に嵌ってデルフィングと一対一の死闘を繰り広げたが、ジルグが乗り移ったかのような操縦を見せるライガットに敗北した。
名前の由来は、ギリシア神話の太陽神・ヒュペリーオーン。
トロイア
アテネス連邦のカスタムゴゥレム。全長12メイル。機体色はアニメ版では薄い青であるが設定資料集によると原作では白の可能性もある。機体の製作者は搭乗士でもあるイオ。パラメーターは装甲強度4、上半身フレーム強度6、下半身フレーム強度5、運動性7、コスト1、安全性3。
イオの故郷である北方領ベルゲンの量産型ゴゥレムを、エルテーミス等の廃棄パーツを使用してカスタムしている。基本装備は十字剣「クロスサイフォス」とシールド、肩の装甲にはすれ違い様に攻撃するための「ショルダーエッジ」を、両脚大腿部には牽制用の短距離プレスガンを装着している近接戦が得意な機体。戦況に応じて通常のプレスガンも携行し、射撃戦にも対応する。高級パーツを大量に使用した希少価値の高いゴゥレムだが、寄せ集めのために機体バランスが悪く、運用には高度な操縦技術が必要とされる。実際の性能はラドゥンより低いのだが、イオの卓越した操縦能力で多数の敵を降し大きな戦果を挙げている。
この機体の特徴といえるクロスサイフォスは、刃系でアテネス一の硬度を誇ると言われていた名品だった。イオのためにベルゲンの名工が3年がかりで削り出した物で、トロイア自体よりも高コストという一品だったが、ジルグに奪われた後ライガットとの決闘に用いられ、デルフィングの集中攻撃を受けて折られた。
名前の由来は、ギリシア神話に登場する古代都市・トロイア。
ギラトス
アテネス連邦の重量級ゴゥレム。全長12メイル。パラメーターは装甲強度9、上半身フレーム強度8、下半身フレーム強度9、運動性5、コスト14、安全性9。
前腕から手首までを包み込むように一体化した、カマキリを思わせる巨大な腕部パーツ「シザーソー」が最大の特徴。強化靭帯の使用により圧倒的なパワーを誇るその両腕で、相手を挟み込んで身動き出来なくし、内側の鋸状の刃を擦り合わせて両断するという戦い方を行う。シザーソーに内蔵された中距離用プレスガンによる射撃戦も行える。普通の手首も付いているが、位置的にシザーソーに包まれているため物を吊り下げる時くらいしか役立たない。重ゴゥレムのフラグシップモデルとして試作されたが、腕部の運動性の低さや高コストパーツ大量使用による製造コスト悪化が問題視され、量産化は見送られた。3台製造された内の2台をニケが受領（作中で言及あり）。残る1台はアーレスが受領し、ボレアスへと改修された。彼女の技量もあって高い戦闘能力を示していたが、ジルグのエルテーミスには勝てず2台とも彼に破壊された。
名前の由来は、ギリシア神話に登場する巨人・ギガース。
ラドゥン
アテネス連邦の量産型ゴゥレムで、大陸で最も多く生産され、最もカスタムが行われた機体。機体色は白。アテネスにとっては最初期に建造したゴゥレムでもある。
操縦に特別な才能を必要としない素直な機体で、特徴は無いが兵器としての信頼性の高さが売り。元々は人の攻撃から城を守る防衛用兵器として開発されたため、前期型と後期型では用途が完全に異なる。
名前の由来は、ギリシア神話に登場する黄金の林檎を守っていたドラゴン・ラードーン。
　前期型
パラメーターは装甲強度5、上半身フレーム強度3、下半身フレーム強度3、運動性3、コスト3、安全性10。対ゴゥレム戦がまだ想定されていなかった時代の機体で、現在戦闘には殆ど用いられていない。主に教習用や作業用、城門破壊などの工兵的な用途で用いられている。
　後期型
パラメーターは装甲強度4、上半身フレーム強度5、下半身フレーム強度4、運動性5、コスト3、安全性10。侵攻を目的とした発展を遂げた機体で、対ゴゥレム戦を想定して各部の装甲バランスなどが見直されている。プレスガン・剣・シールドという侵攻型の基本装備を確立。アテネス連邦製ゴゥレムの基礎を築いた。
アキレウス
アテネス連邦軍スペルタ部隊所属のテュペル専用ゴゥレム。パラメーターは装甲強度10、上半身フレーム強度13、下半身フレーム強度13、運動性7、コスト15、安全性9。
名門テュペル家の象徴とする機体にすべく私財を投じ、最高級の石英をふんだんに使って造られたワンオフゴゥレム。コストを除いたパラメーターの総合値だけならヒュケリオンをも凌駕する名機と呼ばれるに相応しい超高性能機だが、機体完成後に当主の要望で追加された装飾とあらゆる戦闘を想定した過剰な重装備（両肩にセミスパタ、両腕にシールドとプレスガンが一体化した特別装備をそれぞれ携行）が、戦闘時にはデッドウエイトとなり肝心のバランスを崩してしまっているという本末転倒な状態。量産型ゴゥレムを遙かに凌駕する性能にテュペルは自信満々で戦いに臨んだが、搭乗士の能力が機体の性能に見合っておらず、全く活躍できないままジルグのエルテーミスに瞬殺された。
名前の由来は、ギリシア神話に登場する英雄・アキレウス。
ドラギア
将軍補佐アイレス専用の指揮官用カスタムゴゥレム。
原作では名称未設定だったが、劇場版アニメの公開に際して命名された。所持する巨大な戦斧が特徴の機体。ベースは、指揮官用の母体として様々なカスタムタイプを生み出してきた、バランスのいい優秀なゴゥレム。
アラカン荒野からの撤退中、襲撃してきたジルグの驚異的な実力の前にあっさりと敗れ去った。
ベルセボネ
主席将軍補佐バデス専用の指揮官用カスタムゴゥレム。パラメーターは装甲強度7、上半身フレーム強度9、下半身フレーム強度7、運動性6、コスト8、安全性8。
原作では名称未設定だったが、劇場版アニメの公開に際して命名された。アイレスのものと同じゴゥレムをベースにしている。乗り手がアテネス随一の槍使いであるため、ランスの柄にプレスガンを仕込んだ「ランスガン」を使用した格闘戦を得意とする。左肩にも固定型プレスガン「コラボーンショット」が装備されている。これらのプレスガンは低威力の近距離用で、牽制や間合いを測るのが主な用途で敵を直接倒すためには適さない。スペルタ部隊との連携でジルグを追い詰めたが、リザーブしていた動力で一瞬だけ動かせたデルフィングの横槍で胸部装甲を破壊され、その隙に機体から脱出していたジルグが破損部から直接バデスを射殺したことで敗れる。
プリギア
レトが受領したゴゥレム。レトが狙撃兵なためロングプレスガンのみを装備しているようで、今の所他の武装は見当たらない。エルテーミスの姉妹ゴゥレムとして開発された機体。跳躍補正装置は持っていない。コスト的には司令官用なのだが、軽量系ゴゥレムへの風当たりが強い司令官達からの評価は悪かった。アニメ版ではラドゥンのカスタム機という設定。
プリギア・改
プリギアの改修機。ステンナ専用のゴゥレム。右腕にプレスガンを装備する。フレームの発注ミスにより肩の装甲が花のように広がってしまっているが、彼女からは好評を受けた。
レクシアス
エルテーミスの完全上位機として開発された新型ゴゥレム。肩部に跳躍補正装置があり滑空能力を持つ。プレデリカが受領したI型と、ゼスが受領したII型の2機が完成している。
I型（プレデリカ機）はロングプレスガンを装備し、アーレス将軍と行動を共にしていた。風波回廊戦後クリシュナ軍に接収され、プレデリカの意向から、フォルセが搭乗する。
II型（ゼス機）は大口径プレスガンのほかに近接武器と一体化した小型プレスガンを装備。旧アッサム士官学校でのライガットとの戦いにおいて大破する。
ボレアス
アーレス将軍専用の重ゴゥレム。ドクター・ヘパイスの息子であるエリクトニオスが設計を行った。格闘戦に秀でたアーレス将軍に合わせ、各部に小型跳躍補正装置が取り付けられた多岐動力管制型の機体であり、その跳躍力と大陸上のゴゥレムで最大とも言われる重量が相俟って、近接戦闘においてはゴゥレムを弾き飛ばすほどのすさまじい打撃・破壊力を発揮する。打撃力も去ることながら、アーレスの誇る驚異的な近接防御力によって攻防に優れた機体として完成している。
風波回廊での遭遇戦では、奇襲を仕掛けてクリシュナ軍のファブニルを吹き飛ばして行った。ボタンを庇ったフォルセの乗るデルフィング２型の攻撃を完璧に防ぎ切り、続くライガットとの戦闘でもその防御力の高さを見せつける。腕部兵装を切断されるも、イーストシミターを折った上にデルフィングを拘束。常識の範疇を超えるデルフィングの靭帯馬力ですら振り解けないほどのパワーで破壊しようとしたが、それを逆手にとって機体を持ち上げられ、折ったイーストシミターの刀身を自重によってコックピットを突き刺されて敗北した。

### オーランド製
ガイン将軍専用ゴゥレム
肩に「魂」という漢字がペイントされたガイン将軍専用のゴゥレム。長短合わせた二丁プレスガンと背中に大剣を装備している。モラーク将軍救援のため駆けつけたガインは、単機で斜面を滑り降りながらイオとレトそれぞれを相手に同時に立ち回り、イオのトロイアのプレスガンを破壊、レトの機体を小破させるという活躍を見せる。その後自分の部隊と共に攻勢をかけ、イオ率いる部隊を退かせた。
旧式ゴゥレム
モラーク将軍の部隊に配備されていたゴゥレム。頭部の形状や装甲の形から、どことなくのっぺりとした印象。プレスガンと腰には鞘に収納される片刃の刀剣を装備している。
性能はかなり悪いようで、ガイン将軍の腕前をもってしてもイオとその部隊相手に戦うのは厳しい模様。乗っているのが新兵ということもあり、イオ大佐率いる15台の精鋭相手に、40台以上で掛って全く相手にならなかった。また、モラーク将軍の搭乗した機体には一般機との識別用のためと思われるマントと丁髷状の飾りが施されていたが、一般機との性能差は見られず、レトにプレスガンを、イオには刀すら破壊され絶体絶命の危機に陥っていた。
ガイン将軍の部隊のゴゥレム
ガイン将軍が指揮する部隊のゴゥレム。旧式ゴゥレムに比べて全体的にマッシブなデザインになっている。

### アッサム王国製
ダヴェド
アッサム王国の主力ゴゥレム。前国王の意向で外装は統一されているが、内装はそれぞれ別々に異なるタイプが10以上存在する。
現在は主にハウガン大佐率いるクーデター派によって運用されている。
プリンスダヴェド
アッサムの星が搭乗するカスタムゴゥレム。アテネスにあったものを奪取し運用している。元々はアッサム国王用に製造された機体で、最高素材の石英が使われており、ベースとなったダヴェドよりも装甲・靱帯馬力等が1.5倍に上っている。

## 用語

### 世界観・歴史
クルゾン大陸
本作の舞台となる大陸。魔力を持つ人々が暮らし、鉱物資源として石英が採掘される。クリシュナ王国、アテネス連邦、オーランドの3つの国家が存在する（過去にはアッサム王国も存在したが、後にアテネスに併合された）。大陸周囲はクルゾン海、ジネ海、アドレル洋といった海に囲まれている。
独立大戦
80年前、旧アテネス帝国の支配下にあったクリシュナ・アッサム・ベルゲンが起こした独立戦争。オーランドの助力を得たクリシュナとアッサムが独立を果たした。唯一ベルゲンだけが独立に失敗し、戦後も五度反乱を起こしたが全てアテネスによって鎮圧されている。この大戦は長期間におよび、泥沼化した戦況は双方に非人道的行為を誘発。多くの残虐行為により各国に遺恨を残したが、特にアテネス連邦では歴史を歪めた偏向教育が行われ、若年層は他国に対する敵対心を強く植えつけられている。
古代人
今から1000年以上前に存在した人類。魔力を持たず、石英ではなく金属や石油による高度な科学文明を築いていた。古代の遺産であるアンダーゴゥレム「デルフィング」も魔力に頼らないで動く。現代人はその末裔だと考えられてきたが、デルフィングを調査した結果、古代人からは別の種だと認識されていた可能性が高くなった。

### 国家・地名・施設
クリシュナ王国
大陸中央部に位置する王国。現在の元首はクリシュナ9世。ゴゥレムを約200台弱保有し、その内80台強が王都ビノンテンへ、残りを各地の防衛に配備している。土地は枯れた荒野が多く、緑はあまり多くない。基本的に、川やオアシスや湖など水のある場所に人が暮らしている。湖に隣接したビノンテンを王都としている。石英採掘が大きな産業で、中でも反応系石英の採掘量は大陸一。他にも水産業も盛ん。アテネス連邦、アッサム王国とは同一の言語を持つ。
ミゾラム要塞
西部国境線にあるクリシュナ王国最大の防衛拠点。駐留する西部国境守備軍には、クリシュナが保有するゴゥレムの中から王都に次ぐ数が配備されている。
現在も討伐軍と交戦中だが、これはあくまでボルキュスの背後を突かせないための足止めに過ぎず、本隊は要塞を無視してクリシュナ領内に侵攻したため本来の役割を果たせなくなっている。サガレスがへケラを捕らえたことで物流を断ち、クリシュナが逆転するきっかけとなった。
プレデリカを巡る国境付近での動乱中、ライガットや新生デルフィング部隊はここを拠点にしている。
アテネス連邦
オーランドとクルゾン大陸を二分する大国。かつては「アテネス帝国」という名称だった。大陸西部に位置し、ゴゥレムを700台強保有する軍事国家。首都はイリオス。現在はアッサム王国を併合し、ベルゲン、カドマン、バンクラスの四つの地方を自国領土に持つ。
ここ10年ほどの間に、過去の独立戦争での敵国の蛮行を過大に喧伝し、戦意を煽る偏向教育によるプロパガンダが進められていることが、ワルキレウス隊の会話として描かれている。国内の石英資源が枯渇し始めており、備蓄分は後10年しか持たない。そのために資源の豊富なクリシュナを欲して侵略戦争を開始したが、デルフィングというイレギュラーの存在で予想もしていなかった大敗という結果に終わり、今後は逆にクリシュナからの報復やオーランドからの侵略に備えなければならない立場となる。
イリオス連邦兵軍学校
アテネス連邦の首都イリオスにある軍学校で、ロキス書記長やボルキュス将軍もここの出身。他にも、アテネス側の登場人物の多くがこの学校の出身者。リィとクレオの2人は2年で卒業しているが、これはワルキウレス部隊入隊のための特例措置で、通常は卒業まで最短でも6年かかる。
オーランド
アテネス連邦とクルゾン大陸を二分する大国。大陸東部に位置する宗教国家で、教帝を頂点に戴き、神祇衆と呼ばれる文官による議会政治制を執っている。国土の大半が山岳地帯で、山頂部を切り開いた町村を形成している。アテネスとは「独立大戦」の頃から敵対関係にある。
アッサム内乱への武力介入に際し、クリシュナ側に合同軍事演習を持ちかけてそれを利用してアッサムへと派兵したため、クリシュナが攻められた元凶といえる国。
アッサム内乱での敗戦で一時非戦派が勢いを得ていたが、同盟国クリシュナへの軍事支援を決定する。ただしそれは表向きで、神祇衆は戦後のクリシュナ領土分割という密約をアテネス側と結んでいた。小手先の介入はあってもオーランド自体は50年に渡りまともな戦を経験していないため、国の上層部は完全に平和ボケしており、皆無と言えるほど危機意識に乏しく軍を冷遇している。
また、僅か9歳の子供を現教帝に担ぎあげた上で自分たちさえ都合が良ければ他の国の民はどうなってもかまわないと放言するほど、上層部（神祇衆）の腐敗ぶりは凄まじい。アテネス側からは、本格的な戦争になればもはや敵ではないだろうと考えられている。ゼス曰く古代（アンダー）ゴゥレムの情報を握っているらしいが、詳細は不明。
アッサム王国
クリシュナの隣国で、アッサム国立士官学校があった。首都はティブガル。中立の立場を取っていたが、軍のクーデターに起因する内乱によりアテネスとオーランドの武力介入を許す。内乱はボルキュス将軍の虐殺行為でクーデター軍が瓦解したためアテネスの勝利に終わり、オーランドは撤退、アッサム王国はそのままアテネスに併合されてしまう。現在は国内にアテネス軍が駐留している。
ハウガン大佐率いるアッサム独立派（クーデター派）が首都を占領しており、「親アテネス罪」として女性や子供関係なく市民にも危害を加えるなど過激な行動も見られ、それを知るナイルは現状を地獄だと話していた。後にライガット達の活躍もあり独立派は駆逐され、王女プレデリカが女王に就任した。
アッサム国立士官学校
ライガット達の母校。アテネス・クリシュナ・アッサムの三国が共同で設立した学校だが、各国が軍事技術の提供を渋ったために軍学校としてはあまり用を成さなかった。代わりに学部は多岐に渡り、卒業生は軍以外の分野で活躍することが多かった。アッサムでクーデターが発生したことにより創立31年目で廃校。
余談だが、ライガットは経済的事情（主原因は父の死で学費調達が不可能になったこと）から2年で学校を退学させられる羽目になった。
風波回廊（かざなみかいろう）
アッサムとクリシュナの国境付近にある回廊地帯。大昔に水没していたらしく、岩盤が波打つような独特の形状をしている。戦争が始まる以前はアッサムの観光名所だった。
岩盤の一部は完全な岩石ではなく土が混じっている。また古くからの坑道も多く、アテネス軍はこれらを利用して地帯を掘削し、イドー大隊を奇襲した。
ソリラ王国
クルゾン大陸から南西に離れた島にある国。作中には一切登場しない。

### 技術・兵器
魔動巨兵（ゴゥレム）
この世界での戦闘用ロボットの呼称。柔軟系石英を精製して造られた石英靱帯と、魔力を各部に伝える伝達系石英、フレームと装甲に利用される高剛性の無反応系石英によって構成される。コクピットは胸郭内にあり、発光石英を利用したドーム状の全天モニタを有するが、映りはあまり良くなく、機体から降りて望遠鏡で直接視認することが多い。パイロットは魔動戦士と呼ばれ、ゴゥレム用プレスガンが使用可能な魔力量を持つか否かで高位戦士と下位戦士に分かれる。
プレスガン
火薬も燃料も使用せず、魔力によって石英靱帯を収縮させピストンを作動、それによって生じた圧縮空気により弾丸を射出する、一種の空気銃。弾丸は角柱を尖らせたような形状をしており、ライフリングの概念もない。石英靱帯によって作動するため、飛距離や貫通性能などが使用者の魔力量で異なる。
歩兵用のプレスガンに比べてゴゥレム用大型プレスガンの歴史は浅く、高コスト（プレスガン2丁でゴゥレム約1台分）の武器である。同じ国のものでも銃口の形、口径、銃身長、弾倉の位置、照準器の形、銃剣の形に違いがあり、バリエーションは豊富。弾も石英なので、戦場に散らばる使用済み弾丸や装甲板などを回収し、切削・研磨し再利用することが可能。

### その他の用語
石英
石英という呼称だが、実際に存在する石英とは全く異なる作中独自の鉱物。大きく二つに分類でき、魔力に反応するものを反応系石英、魔力に反応しないものを無反応系石英と呼ぶ。反応系石英は種類によってさらに柔軟系、発光系、発熱系、耐熱系などに分類され、かなり万能な素材として扱われている。発光系石英は日中に光にさらすと持ちがよくなるらしい。無反応系石英は剛性の高い物が多く、建材やゴゥレムのフレームおよび装甲材などに使用される。
クルゾン大陸からは金属が採取できないため、食器、装飾品等身近なものから、ゴゥレム等の兵器まですべてこれらの石英で製造されている。魔道技師の実力によっては、柔軟系石英の配列を操作する、違う石英同士を練り合わせる等の技術を用い、任意の硬度・粘度を持つ石英を生成することも可能。
魔力無者（アン・ソーサラー）
100万人に1人の非常に低い確率で生まれると言われている「魔力を持たない」人間。石英操作に関して、子供でも出来る当たり前のことすら全く出来ない彼らは「能無し」と呼ばれて差別され、仕事から日常生活に至るあらゆる場面で石英製の機械が使われているこの世界では、日々の生活にも苦労する有様である。どうやら先祖返りに近い存在のようで、古代ゴゥレムであるデルフィングの識別では魔力無者は古代人の末裔であると認識されるが、魔力を持つ一般的な人間は未確認生物として人類であると認識されないことが分かっている。
今まで本物を見たことがなかったというボルキュスの台詞（アニメ版より）があるほど稀有な存在のようで、アロー兄弟以外、今の所作中には登場していない。アロー兄弟は、故郷の村には住まず（住む事が出来ない、というのが正確なところだろう）少し離れた場所に畑と家を構え、父親から教え込まれた全てを手作業でこなす生活を送っていた。 彼ら兄弟を見る限りではあるが、差別の中で生きなければならないせいか、性格が人一倍歪んでしまうようである。

## 書誌情報
本作の単行本は大きく分けて〈Flex Comix〉レーベルから発行されたものと、〈メテオCOMICS〉レーベルから発行されたものの2種類が存在する。またそのレーベルの中でもそれぞれ2種類ずつの計4種類が存在しているため、以下にそれぞれの相違点を記す。なお発行元に関しては、いずれの種類もフレックスコミックスである。
なお単行本を第1巻から発売の早い順に購入した場合は、旧版全巻と現行版全巻を所持していることになる。また単行本デザインを全て合わせるためには、新装版全巻と現行版全巻を購入する必要がある。

### Flex Comixレーベル

#### 旧版
最初に発行された版。本項目では「旧版」と呼称する。2007年から2011年にかけて第1巻から第10巻まで、発売元をソフトバンククリエイティブとして出版された。現在は後述の理由により絶版である。
- 吉永裕ノ介 『ブレイク ブレイド』 発行：フレックスコミックス / 発売：ソフトバンククリエイティブ 〈Flex Comix〉、全10巻
  1. 2007年4月25日初版第1刷発行（4月12日発売）、ISBN 978-4-7973-4142-3
  2. 2007年9月25日初版第1刷発行（9月12日発売）、ISBN 978-4-7973-4433-2
  3. 2008年3月25日初版第1刷発行（3月12日発売）、ISBN 978-4-7973-4704-3
  4. 2008年9月20日初版第1刷発行（9月12日発売）、ISBN 978-4-7973-5015-9
  5. 2009年2月20日初版第1刷発行（2月12日発売）、ISBN 978-4-7973-5290-0
  6. 2009年7月20日初版第1刷発行（7月12日発売）、ISBN 978-4-7973-5543-7
  7. 2009年12月20日初版第1刷発行（12月12日発売）、ISBN 978-4-7973-5754-7（通常版） / ISBN 978-4-7973-5809-4（限定版）
  8. 2010年6月1日初版第1刷発行（5月25日発売）、ISBN 978-4-7973-5967-1
  9. 2010年12月20日初版第1刷発行（12月11日発売）、ISBN 978-4-7973-6295-4（通常版） / ISBN 978-4-7973-6299-2（限定版）
  10. 2011年8月20日初版第1刷発行（8月12日発売）、ISBN 978-4-7973-6628-0（通常版） / ISBN 978-4-7973-6629-7（限定版）

限定版
- 第7巻：カバーが通常版と異なる。
- 第9巻：通常版とのカバー違いの他に、描き下ろしイラストを含めた卓上カレンダーが付属。
- 第10巻：通常版とのカバー違いの他に、ゴゥレムの設定資料や描き下ろし漫画、作者インタビューが載った小冊子『ブレイクブレイド設定資料集 Vol.1』と第11巻限定版に付属するVol.2を同時に収納可能なケースが付属。

#### 再版
2番目に発行された版。フレックスコミックスより発行される全ての書籍の発売元が2012年2月1日よりほるぷ出版に変更されたことに伴って、第1巻から第10巻が重版的な意味合いで再版されたものである。そのため旧版とは奥付と出版社表記およびISBN以外に変更点は存在せず、この発行によって旧版は絶版となった。なおこの発売元の変更は、掲載誌を移籍する前に行われたものである。
- 吉永裕ノ介 『ブレイク ブレイド』 発行：フレックスコミックス / 発売：ほるぷ出版 〈Flex Comix〉、全10巻
  1. 2012年2月1日初版第1刷発行（同日発売）、ISBN 978-4-593-85621-3
  2. 2012年2月1日初版第1刷発行（同日発売）、ISBN 978-4-593-85622-0
  3. 2012年2月1日初版第1刷発行（同日発売）、ISBN 978-4-593-85623-7
  4. 2012年2月1日初版第1刷発行（同日発売）、ISBN 978-4-593-85624-4
  5. 2012年2月1日初版第1刷発行（同日発売）、ISBN 978-4-593-85625-1
  6. 2012年2月1日初版第1刷発行（同日発売）、ISBN 978-4-593-85626-8
  7. 2012年2月1日初版第1刷発行（同日発売）、ISBN 978-4-593-85627-5（通常版） / ISBN 978-4-593-85628-2（限定版[注 9]）
  8. 2012年2月1日初版第1刷発行（同日発売）、ISBN 978-4-593-85629-9
  9. 2012年2月1日初版第1刷発行（同日発売）、ISBN 978-4-593-85630-5（通常版） / ISBN 978-4-593-85631-2（限定版[注 9]）
  10. 2012年2月1日初版第1刷発行（同日発売）、ISBN 978-4-593-85632-9（通常版） / ISBN 978-4-593-85633-6（限定版[注 9]）

### メテオCOMICSレーベル

#### 現行版
3番目に発行された版。本項目では「現行版」と呼称する。本作品の掲載誌の変更に伴って単行本レーベルが移籍したもので、2012年発売の第11巻以降の最新刊はこの版から出版されている。旧版および再版からは表紙等のデザインが変更された。発売元は再版と同じくほるぷ出版。
- 吉永裕ノ介 『ブレイクブレイド』 発行：フレックスコミックス / 発売：ほるぷ出版 〈メテオCOMICS〉、全10巻
11. 2012年11月20日初版第1刷発行（11月12日発売）、ISBN 978-4-593-85710-4（通常版） / ISBN 978-4-593-85711-1（限定版）
12. 2013年6月20日初版第1刷発行（6月12日発売）、 ISBN 978-4-593-85733-3
13. 2014年5月20日初版第1刷発行（5月12日発売）、 ISBN 978-4-593-85776-0
14. 2015年4月20日初版第1刷発行（4月12日発売）、 ISBN 978-4-593-85803-3
15. 2016年3月30日初版第1刷発行（同日発売）、 ISBN 978-4-593-85830-9
16. 2017年8月9日初版第1刷発行（同日発売）、 ISBN 978-4-593-85865-1
17. 2018年12月12日初版第1刷発行（同日発売）、 ISBN 978-4-86675-042-2
18. 2020年3月18日初版第1刷発行（同日発売）、 ISBN 978-4-86675-098-9
19. 2022年10月12日初版第1刷発行（同日発売）、 ISBN 978-4-86675-245-7
20. 2022年10月12日初版第1刷発行（同日発売）、 ISBN 978-4-86675-246-4

限定版
- 第11巻：通常版とのカバー違いの他に、キャラクターの設定資料や描き下ろし漫画が載った小冊子『ブレイクブレイド設定資料集 Vol.2』が付属。

#### 新装版
4番目に発行された版。公式に「新装版」と呼称されているため、本項目でも同様に呼称する。旧版および再版全10巻分の新装版であり、2013年7月より2巻ずつ第1巻から第10巻までが出版された。こちらは全ての巻で表紙イラストが新たに描き下ろされ、表紙等のデザインが第11巻以降のものと同様となった。また本編にも加筆修正が加えられた他、旧版第10巻および現行版第11巻の限定版に付属した設定資料集の一部が収録されている。発売元はほるぷ出版。
- 吉永裕ノ介 『ブレイクブレイド』 発行：フレックスコミックス / 発売：ほるぷ出版 〈メテオCOMICS〉、全10巻
  1. 2013年7月20日初版第1刷発行（7月12日発売）、ISBN 978-4-593-85738-8
  2. 2013年7月20日初版第1刷発行（7月12日発売）、ISBN 978-4-593-85739-5
  3. 2013年8月20日初版第1刷発行（8月12日発売）、ISBN 978-4-593-85743-2
  4. 2013年8月20日初版第1刷発行（8月12日発売）、ISBN 978-4-593-85744-9
  5. 2013年9月20日初版第1刷発行（9月12日発売）、ISBN 978-4-593-85751-7
  6. 2013年9月20日初版第1刷発行（9月12日発売）、ISBN 978-4-593-85752-4
  7. 2013年10月20日初版第1刷発行（10月12日発売）、ISBN 978-4-593-85753-1
  8. 2013年10月20日初版第1刷発行（10月12日発売）、ISBN 978-4-593-85754-8
  9. 2013年11月20日初版第1刷発行（11月12日発売）、ISBN 978-4-593-85758-6
  10. 2013年11月20日初版第1刷発行（11月12日発売）、ISBN 978-4-593-85759-3

### 電子書籍
2007年7月12日より有料電子書籍版がYahoo!コミック（現在はYahoo!ブックストアに改称）他にて配信中である。

## アニメ

### 劇場版アニメ
『劇場版 ブレイク ブレイド』のタイトルで、2010年から2011年にかけて全6部作として順次公開された。2011年当時では少なくなった手描きによるロボット表現を採用している。物語の展開が原作に追いついたため、第五章途中からアニメオリジナルの展開となり、ボルキュスの戦死による王都攻防戦終了までを描く。
第一章「覚醒ノ刻」（かくせいのとき）
2010年5月29日公開。上映時間は50分。
第三章公開記念として、2010年9月15日深夜にTOKYO MXにて地上波初放送された。また、BS11においても同年9月17日にANIME+枠にて放送された。
第二章「訣別ノ路」（けつべつのみち）
2010年6月26日公開。上映時間は50分。
第一章と同じく、こちらも9月22日深夜にTOKYO MXにて地上波初放送された。また、BS11においても9月24日にANIME+枠にて放送された。
第三章「凶刃ノ痕」（きょうじんのきず）
2010年9月25日公開。上映時間は46分。
第四章「惨禍ノ地」（さんかのち）
2010年10月30日公開。上映時間は48分。
第五章「死線ノ涯」（しせんのはて）
2011年1月22日公開。上映時間は47分。
第六章「慟哭ノ砦」（どうこくのとりで）
2011年3月26日公開。上映時間は52分。
テレビ放送については上記のほか、CS放送局のAT-Xとキッズステーションにて全6章が放送されている。

#### スタッフ
- 原作 - 吉永裕ノ介[12]
- 総監督 - アミノテツロ[12]
- 監督 - 羽原信義[12]
- シリーズ構成・脚本 - 十川誠志[12]
- キャラクターデザイン - 乘田拓茂[12]
- メカニックデザイン - 柳瀬敬之[12]
- メカニックディレクター - 松村拓哉[12]
- プロップデザイン - やまだたかひろ、枝松聖
- 美術監督 - 小濱俊裕
- 色彩設計 - 関本美津子
- 撮影監督 - 船倉一晃
- 編集 - 伊藤潤一
- 音響監督 - 鶴岡陽太
- 音響効果 - 倉橋裕宗
- 音楽 - 平野義久
- プロデューサー - 大河原健（テレビアニメ版では、チーフプロデューサー）、平澤直／近藤文吾、神部裕彦（テレビアニメ版のみ）
- アニメーションプロデューサー - 下地志直
- アニメーション制作 - Production I.G[12]、XEBEC[12]
- 配給 - クロックワークス
- 製作 - 「ブレイク ブレイド」製作委員会[12]（バンダイビジュアル、ランティス、博報堂DYメディアパートナーズ、フレックスコミックス、フィールズ、Production I.G、XEBEC）

#### 主題歌
オープニングテーマ「Fate」
作詞・作曲 - KOKIA / 編曲 - 伊藤真澄 / 歌 - KOKIA
エンディングテーマ（第一章 - 第五章）「SERIOUS-AGE」
作詞 - 畑亜貴 / 作曲・編曲 - 藤間仁 / 歌 - 飛蘭
エンディングテーマ（第六章）「嘆きの音」
作詞・作曲 - KOKIA / 編曲 - 伊藤真澄 / 歌 - KOKIA

#### 各章リスト
「キャラ作監」は「キャラクター作画監督」、「メカ作監」は「メカニック作画監督」を表す。
| 章     | サブタイトル | 絵コンテ              | 演出                                             | キャラ作監                                                   | メカ作監                                                   | 作画監督                                               |
| ------ | ------------ | --------------------- | ------------------------------------------------ | ------------------------------------------------------------ | ---------------------------------------------------------- | ------------------------------------------------------ |
| 第一章 | 覚醒ノ刻     | アミノテツロ          | 羽原信義 孫承希                                  | 乘田拓茂                                                     | 松村拓哉                                                   |                                                        |
| 第二章 | 訣別ノ路     | 寺岡巌                | 吉村章                                           | 鎌田晋平 江上夏樹                                            | 松田寛 福島秀機                                            |                                                        |
| 第三章 | 凶刃ノ痕     | 榎本明広              | 山口武志 羽原信義                                | 藤原未来夫 小林千鶴                                          | 前田明寿                                                   |                                                        |
| 第四章 | 惨禍ノ地     | 徳土大介              | 徳土大介 北條史也                                | 肥塚正史                                                     | 重田智 伊藤浩二                                            |                                                        |
| 第五章 | 死線ノ涯     | 吉川博明              | 髙橋秀弥 羽原信義                                | 乗田拓茂（総作画監督）                                       | 松村拓哉（総作画監督）                                     | 小林千鶴、竹谷今日子 朴性厚 山岡信一（レイアウト作監） |
| 第六章 | 慟哭ノ砦     | アミノテツロ 羽原信義 | アミノテツロ、羽原信義 髙橋秀弥 広瀬勝利（助手） | 乗田拓茂・小林千鶴（総作画監督） 乗田拓茂、小林千鶴 松川哲也 | 松村拓哉（総作画監督） 前田明寿、立山信也 朴性厚、松村拓哉 |                                                        |

#### ピクチャードラマ
DVD&Blu-ray Disc収録の映像特典ピクチャードラマ。
- 第一章『大陸暦784年アッサム国立士官学校の某所にて』
- 第二章『イリオス連邦兵軍学校』
- 第三章『クリシュナ9世、御前試合』
- 第四章『ミレニル部隊、結成!』
- 第五章『潜入！ボルキュス邸』
- 第六章『運命に抗おう』

#### ウェブラジオ
『ブレブ・レイディオ』のタイトルで2010年4月30日から同年9月14日まで、劇場アニメのウェブラジオがアニメイトTVにて配信された。全8回。隔週金曜日更新。『クリシュナ王室広報局』と『クリシュナ王宮女官室』の2番組体制であった。CD化はされていない。
パーソナリティー
- クリシュナ王室広報局
保志総一朗 - ライガット・アロー役
中村悠一 - ホズル（クリシュナ9世）役
- クリシュナ王宮女官室
斎藤千和 - シギュン・エルステル役
花澤香菜 - クレオ・サーブラフ役

### テレビアニメ版
『ブレイクブレイド』のタイトルで2014年4月から6月まで、劇場版全6章をテレビ用に再構成したものをTOKYO MX、サンテレビ、BS11、AT-X等にて全12話構成で放送された。劇場版製作当時、原作のストックが尽きたためオリジナル展開を余儀なくされた終盤の展開そのものは変わらないが、劇場版では描かれなかった「ジルグ対スペルタ部隊」の戦闘シーンが第10話で追加されたほか、第11話ではジルグの処刑シーンも新規に描かれた。劇場版アニメからはOP・EDが一新されるが、キャストに変更はない。一方でスタッフには小説「ブレイク ブレイド -蒼月ノ絆-」の執筆を担当した谷村大四郎（Production I.G所属）が脚本に加わっている。

#### 主題歌（テレビアニメ）
オープニングテーマ「Junction heart」
作詞 - 畑亜貴 / 作曲・編曲 - 加藤裕介 / 歌 - 佐咲紗花
エンディングテーマ「愛しき抗いよ、導け光へ」
作詞・歌 - 結城アイラ / 作曲・編曲 - 加藤裕介

#### 各話リスト
| 話数     | サブタイトル                       | 当該映画 |
| -------- | ---------------------------------- | -------- |
| 第一話   | アン・ソーサラー（魔力無者）       | 第一章   |
| 第二話   | アンダー・ゴゥレム（古代巨兵）     | 第一章   |
| 第三話   | ノット・バッド（停戦交渉）         | 第二章   |
| 第四話   | クロース・コンバット（近接戦闘）   | 第二章   |
| 第五話   | カウンター・アタック（逆撃強襲）   | 第三章   |
| 第六話   | ワール・ウィンド（疾風怒濤）       | 第三章   |
| 第七話   | ナイト・ビフォア（出撃前夜）       | 第四章   |
| 第八話   | ウェイスト・ランド（死地凶変）     | 第四章   |
| 第九話   | ショウ・ダウン（竜虎宣戦）         | 第五章   |
| 第十話   | ライトニング・スピード（神速無双） | 第五章   |
| 第十一話 | ラスト・スタンド（要害堅固）       | 第六章   |
| 第十二話 | エンドレス・フェイト（永劫回帰）   | 第六章   |

#### 放送局
| 放送地域 | 放送局             | 放送期間               | 放送日時                     | 放送系列         | 備考             |
| -------- | ------------------ | ---------------------- | ---------------------------- | ---------------- | ---------------- |
| 東京都   | TOKYO MX           | 2014年4月6日 - 6月22日 | 日曜 23:00 - 23:30           | 独立局           |                  |
| 日本全域 | PlayStation Store  | 2014年4月6日 - 6月22日 | 日曜 23:00 更新              | ネット配信       | [ 注 12 ]        |
| 兵庫県   | サンテレビ         | 2014年4月7日 - 6月23日 | 月曜 1:30 - 2:00（日曜深夜） | 独立局           |                  |
| 日本全域 | AT-X               | 2014年4月7日 - 6月23日 | 月曜 20:30 - 21:00           | アニメ専門CS放送 | リピート放送あり |
| 日本全域 | BS11               | 2014年4月9日 - 6月25日 | 水曜 0:30 - 1:00（火曜深夜） | BS放送           | 『ANIME+』枠     |
| 日本全域 | バンダイチャンネル | 2014年4月20日 - 7月6日 | 日曜 12:00 更新              | ネット配信       |                  |
| 日本全域 | ニコニコ生放送     | 2014年8月22日          | 金曜 19:00 - 土曜 0:14       | ネット配信       | 全話一挙配信     |

#### 映像ソフト
映像ソフトは全話収録のBlu-ray BOX（BCXA-0897）が2014年8月27日に発売され、上記したピクチャードラマや新作映像、下記の外伝小説も収録される。なおこのBlu-ray BOXではタイトル表記が「ブレイクブレイド TV EDITION」とされている。

### OVA
テレビ放映版に合わせ、外伝的作品となるOVA企画が進行中であることも発表されたが、2016年12月28日には吉永裕ノ介と相談のうえで制作が中止になったことが発表された。

## その他のメディア展開

### 外伝小説
外伝オンライン小説『ブレイク ブレイド -蒼月ノ絆-』が2010年4月16日から2011年4月28日までウェブサイト『GA Graphic』（ソフトバンククリエイティブ）にて毎月1話ずつ連載された。アテネス連邦とクリシュナ王国の戦端が開かれて1ヵ月後の、ミゾラム要塞を中心に設定された西部国境戦線を守備する、ファブニル4台で構成されるダナン小隊を中心とした話となっている。
当初は配信サイトにて全話無料で購読可能であったが、現在は『GA Graphic』の閉鎖に伴い購読不可能となっている。しかし2014年8月発売のテレビアニメ版Blu-ray BOXに紙書籍版が付属された。
- 著者 - 谷村大四郎（Production I.G所属）
- 挿絵 - 椿春雨
- メカニック設定 - 柳瀬敬之

### ドラマCD
2010年11月24日に劇場アニメのドラマCDとして、ランティスより「劇場アニメ『ブレイク ブレイド』番外編ドラマCD」が発売された。

### トレーディングカードゲーム
トレーディングカードゲーム『ヴィクトリースパーク』（ブシロード）の参加タイトルとして、劇場アニメのエクストラブースターが2011年1月15日に発売された。

### 関連商品
コトブキヤの『クロスフレーム』シリーズより、「デルフィング」「エルテーミス」「ファブニル（一般機）」のプラモデルが順次発売されている。また千値練の『RIOBOT』シリーズ第1弾として、「デルフィング（第二形態）」、第2弾として、「デルフィング（第三形態）」、誌上通販で「デルフィング（第一形態）」のアクションフィギュアが発売中である。
コトブキヤのプラモデルについてはテレビアニメ版に合わせてリニューアル版が発売。

### ゲーム
スーパーロボット大戦DD
2019年8月よりリリースされているiOS / Android用アプリゲーム。本作のキャラクター・メカニックが登場する。
2022年11月にテレビアニメ版が期間限定参戦。2023年11月に復刻参戦、以降は恒常参戦へと変更されている。